# Montenegro
Montenegro (en montenegrino: Crna Gora, en alfabeto cirilico: Црна Гора, que significa lo mismo que el nombre en véneto, Montenegro) es un país del sureste de Europa situado en la península balcánica, que cuenta con casi 300 km de costa a orillas del mar Adriático. Limita por el norte con Bosnia y Herzegovina y Serbia; Albania por el sur; Croacia por el oeste; y con Kosovo por el este. Tiene una superficie de 13 812 km², en los que habitan 625 266 personas de acuerdo al último censo realizado en 2011. Oficialmente, y según el Artículo 5 de la Constitución de Montenegro, existen dos capitales oficiales: la principal y ciudad más poblada que es Podgorica, y la capital monárquica e histórica que es Cetiña, a la cual se le considera la Antigua Capital Real.
Durante muchos siglos, el territorio, como Principado de Zeta, fue gobernado por una sucesión de dinastías, obteniendo su estatuto internacional como nación independiente en el Congreso de Berlín (1878), convirtiéndose luego en el Reino de Montenegro. Tras la Primera Guerra Mundial, el país alcanzó un acuerdo con Serbia para formar una federación que culminaría con la formación del Estado conocido como el Reino de los Serbios, Croatas y Eslovenos y con el fin de la Segunda Guerra Mundial, dicho reino pasó a formar parte de la República Federal Socialista de Yugoslavia, en la que Montenegro permanecería hasta su desintegración en 1992.
Tras dicha desintegración se integró en la República Federal de Yugoslavia y desde 2003 constituyó junto a Serbia la federación de Serbia y Montenegro. Se celebró un referéndum en 2006, en el que el 55.5 % de la población apoyó la independencia y la constitución de un nuevo Estado, proclamado en junio de ese año, con la aprobación del gobierno serbio. El país es miembro de la OTAN y candidato oficial al ingreso en la Unión Europea.

## Etimología
El nombre en montenegrino de este país es Crna Gora,
que se traduce en castellano directamente como ‘monte negro’, como referencia al color con el que se ven los Alpes Dináricos desde el mar Adriático debido a la oscura tonalidad de los bosques que cubren dichas cumbres.
Según otra hipótesis, se llama así por haber sido esta área montañosa, por muchos siglos, refugio de las poblaciones latino-romanas (mencionadas como latini nigri en el Medioevo) de Iliria, que estaban huyendo de la invasión de los eslavos. Dicho nombre es empleado desde principios del siglo XV, y en diversos períodos a lo largo del tiempo el país fue conocido como Principado de Zeta.
El nombre del país en la mayor parte del mundo occidental proviene de la traducción del término en véneto durante la hegemonía de la República de Venecia sobre las costas orientales del Adriático; así, tanto el inglés como el alemán usan el nombre Montenegro para referirse a dicho Estado. Otros idiomas, por ejemplo, usan traducciones directas del significado de Montenegro, como el albanés Mali i Zi (‘monte negro’), el griego Μαυροβούνιο [mavrobunío] y el turco Karadağ. En el caso del castellano, la traducción de Crna Gora coincide con el término adoptado por los navegantes venecianos.

## Historia
Durante su período antiguo, las tribus ilirias vivían en los Balcanes occidentales. En la zona de lo que hoy es Montenegro y el norte de Albania, vivían los Labeati. Fundaron la ciudad de Shkodra, que en el siglo III se convirtió en la capital del vasto estado ilirio, encabezado por el rey Agron. Su piratería en el Adriático dio lugar a dos guerras con los romanos (229-228 a. C. y 219 a. C.) en las que fueron reprimidos los ilirios liderados por la reina Teuta, tras lo cual ésta se retiró a Risan y aceptó la paz que otorgaba a los romanos los territorios al oeste de Boka. Durante los siglos siguientes, los romanos ocuparon la totalidad de los Balcanes y la última resistencia iliria se rompió durante la Guerra de Baton (6-9).

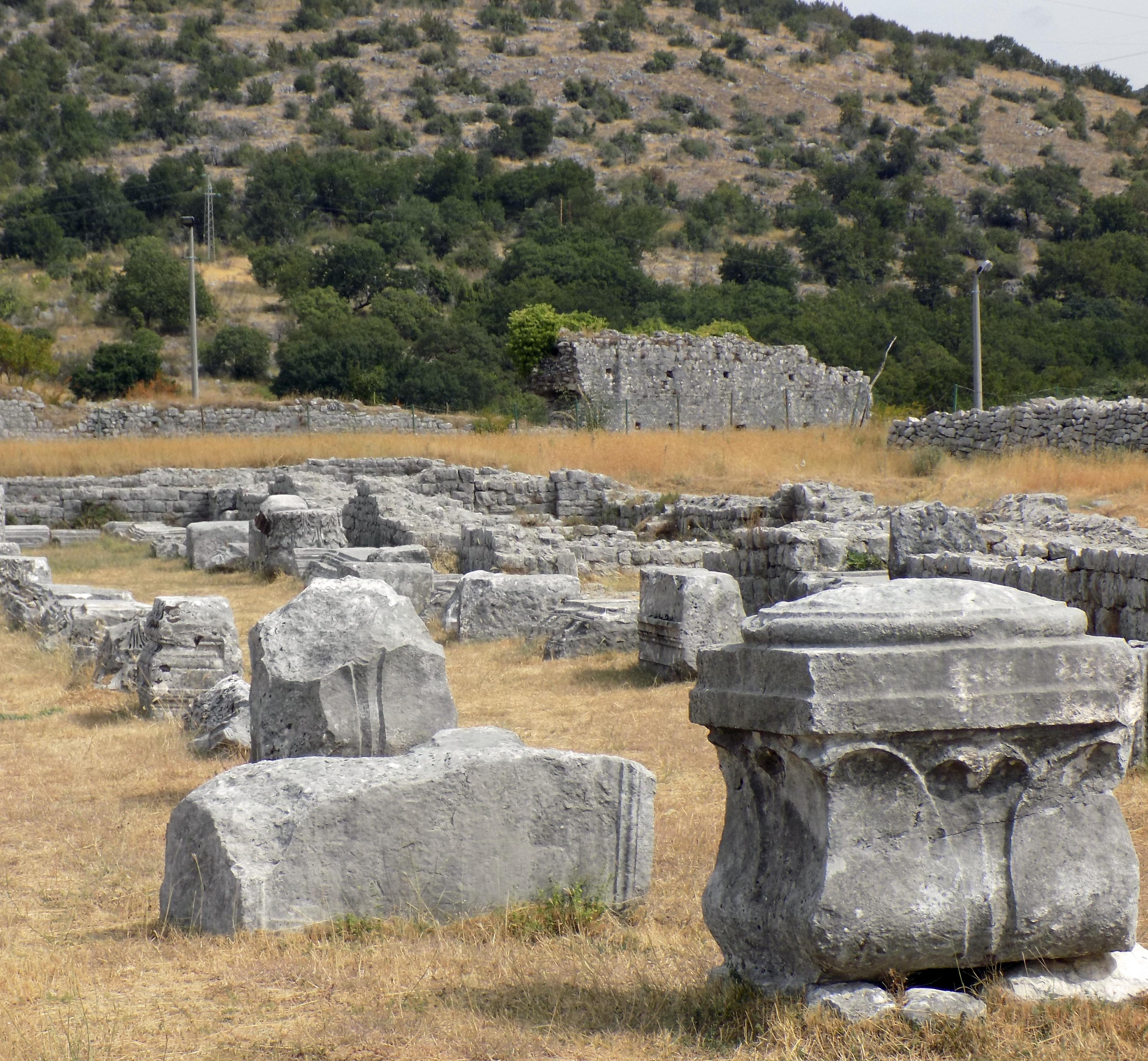
Ruinas de la antigua ciudad romana y bizantina de Doclea

Durante el dominio romano, en la zona de la actual Montenegro, apareció la tribu dokleata, cuya capital estaba situada no lejos de la actual Podgorica y se llamaba Doklea, que en la Edad Media dio origen al término Duklja, para el estado creado en esa zona. Originalmente, la zona de la actual Montenegro pasó a formar parte de la provincia de Dalmacia, y más tarde, tras las reformas de Diocleciano (293), pasó a formar parte de la provincia de Prevalitana. Junto a la ya mencionada Dokle, aparecen en su área las ciudades de Rhisinium, Butua y Olcinium a orillas del mar Adriático y Andabra en el interior. Con la división del Imperio Romano en 395, casi toda el área de la actual Montenegro pasó a formar parte del Imperio Romano de Oriente. Durante los siglos siguientes, toda la Península Balcánica estuvo expuesta a ataques bárbaros en los que el Imperio Romano fue destruido, muchas ciudades fueron destruidas, incluida Dokle, y la población románica local sobrevivió solo en fuertes ciudades costeras, donde los romanos se refugiaron y huyeron al interior.
El actual territorio de Montenegro estuvo habitado durante siglos después de la caída del Imperio romano de Occidente por diversas tribus eslavas, mezcladas con ávaros, ilirios y romanos, producto del dominio de estos pueblos sobre la región. Dichas tribus formaron durante el siglo X un principado llamado Doclea (Duklja), cuya independencia fue reconocida por el papa Gregorio VII en 1077 pero que se mantuvo como tributario del Imperio bizantino. Sin embargo, en 1186 fue conquistada por Stefan Nemanja, gran príncipe del reino serbio de Rascia.
La región costera de Montenegro tuvo una historia semiindependiente tras la caída del Imperio romano de Occidente. En esta zona la población neolatina permaneció conectada con el mundo latino gracias al comercio marítimo, principalmente con Venecia. De esta forma conservó su lengua romance dálmata y solo nominalmente estuvo sujeta a los príncipes eslavos del interior de Montenegro. A partir del año 1000 la República de Venecia empezó a extender sus dominios en el área de Kotor (la veneciana Cattaro). Desde 1420 hasta 1797 existió la Albania veneciana, un dominio veneciano alrededor de la bahía de Kotor (Cattaro) que llegaba hasta la costa del norte de Albania y que perteneció a la Dalmacia veneciana.
Bajo la influencia directa de Serbia, se formó el principado de Zeta y se produjo la conversión de la población a la Iglesia ortodoxa. En 1356, Zeta logró su independencia del reino de Serbia, afrontando a lo largo del siglo XV invasiones del Imperio otomano que conquistó todo el principado en 1496, aunque no logró someter a la iglesia local. En 1516, bajo la influencia de Venecia y el patriarcado de Belgrado se formó el Principado-Obispado de Montenegro, un Estado teocrático y tributario del Imperio otomano regido por el príncipe-obispo de Cetiña o vladika.

### Principado y Reino
En 1852, el vladika Danilo II Petrović Njegoš convirtió al país en un Estado secular tomando el título de knjaz (príncipe).

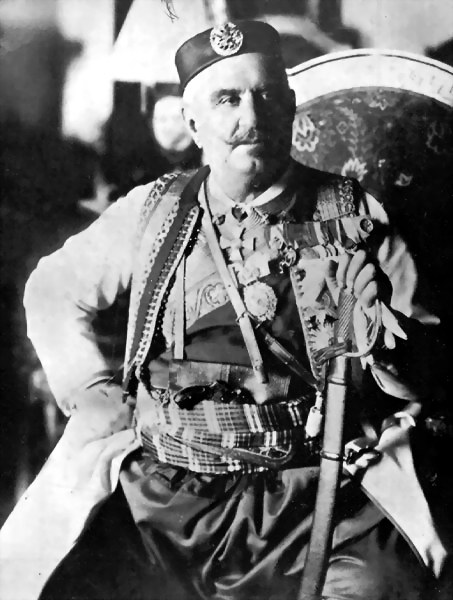
El rey Nicolás I

En 1860 asumió como príncipe Nicolás I, el cual declaró la guerra al Imperio otomano en 1861. A pesar de un comienzo difícil, Serbia y el Imperio ruso se convirtieron en sus aliados en 1877 en la llamada guerra ruso-turca logrando la victoria en 1878. Tras el Congreso de Berlín, quedó casi asegurada la independencia de Montenegro y su territorio prácticamente se duplicó. En 1896 el príncipe pudo lograr el matrimonio de su hija Elena de Montenegro con el heredero del trono del Reino de Italia, el futuro Víctor Manuel III.

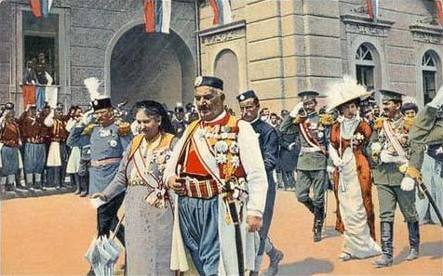
Proclamación del Reino de Montenegro el 28 de agosto de 1910

En 1910, Montenegro se convirtió en reino en un período de prosperidad del país, que se prolongó incluso tras las guerras de los Balcanes de 1913. En 1914, tras el estallido de la Primera Guerra Mundial, Montenegro se alió con Serbia en contra de los Imperios Centrales, pero el pequeño ejército montenegrino hubo de rendirse finalmente ante el Imperio austrohúngaro el 25 de enero de 1916. El rey huyó a Burdeos y, tras la liberación del país, una asamblea lo depuso y Serbia se anexionó el reino el 29 de noviembre de 1918, antes de la formación del Reino de los Serbios, Croatas y Eslovenos el 1 de diciembre y que se convirtió en el Reino de Yugoslavia en 1929. Montenegro conformó inicialmente la banovina de Zeta, cuyo territorio fue reducido de manera importante en 1939 conformando el actual territorio del país.

### Montenegro en la Yugoslavia Socialista
Durante la Segunda Guerra Mundial Montenegro fue ocupado por Italia, que anexó a su Dalmacia el territorio de la bahía de Kotor (la veneciana Cattaro) hasta septiembre de 1943 y además estableció el Estado independiente de Montenegro en 1941. Este Estado fascista (que duró desde 1941 hasta 1944) fue teatro de una sangrienta guerra civil, especialmente cuando pasó a ser controlado por la Alemania nazi a finales de 1943. La insurgencia contra la ocupación fue muy importante en Montenegro, de donde procedían varios de los dirigentes más destacados del Ejército Partisano de Liberación, como Arso Jovanović, Sava Kovačević, Svetozar Vukmanović Tempo, Milovan Đilas y Peko Dapčević.

Escudo de armas de la República Socialista de Montenegro (1946-1992).

Con el fin de la Segunda Guerra Mundial, el Reino de Yugoslavia se convirtió en la República Federal Socialista de Yugoslavia en 1946. Con este cambio, Montenegro dejó de depender directamente de Serbia (como sucedió entre 1918 y 1941) obteniendo cierta autonomía como la República Socialista de Montenegro. Debido a sus características como la más pequeña de las seis repúblicas que conformaban Yugoslavia, Montenegro recibió grandes aportes del gobierno federal volviéndose un estado parcialmente próspero.

### Montenegro en la República Federal de Yugoslavia
En 1992, la República Socialista Federal se desintegró, pero Montenegro y Serbia decidieron mantenerse unidos formando la República Federal de Yugoslavia. El embargo que sufrió Yugoslavia producto de las guerras que enfrentaba contra Croacia y Bosnia-Herzegovina durante la primera mitad de los años 1990, afectó notablemente la economía de Montenegro, la que subsistió debido al tráfico ilegal.
Sin embargo, la tensión entre serbios y montenegrinos debido a la desigual posición que tenían ambos grupos en la República Federal aumentó con los años. Como forma de igualar la importancia de ambos estados, en 2002 se estableció la confederación de Serbia y Montenegro. Sin embargo, diversos grupos comenzaron a presionar por la independencia, la cual fue aprobada a través de un plebiscito realizado el 21 de mayo de 2006 por un 55,5 % de los votantes. Finalmente, el Parlamento de Montenegro proclamó la independencia del país el 3 de junio de 2006. Fue reconocido en los días posteriores por diversos países del mundo, incluyendo Serbia, el 15 de junio, y finalmente ingresó como el 192º miembro de la Organización de las Naciones Unidas, el 28 de junio.
Montenegro ha solicitado ser miembro de la Unión Europea. El 18 de diciembre de 2010, el Consejo Europeo decidió otorgarle el estatus de «candidato oficial» para ser miembro de la Unión.

### Historia reciente

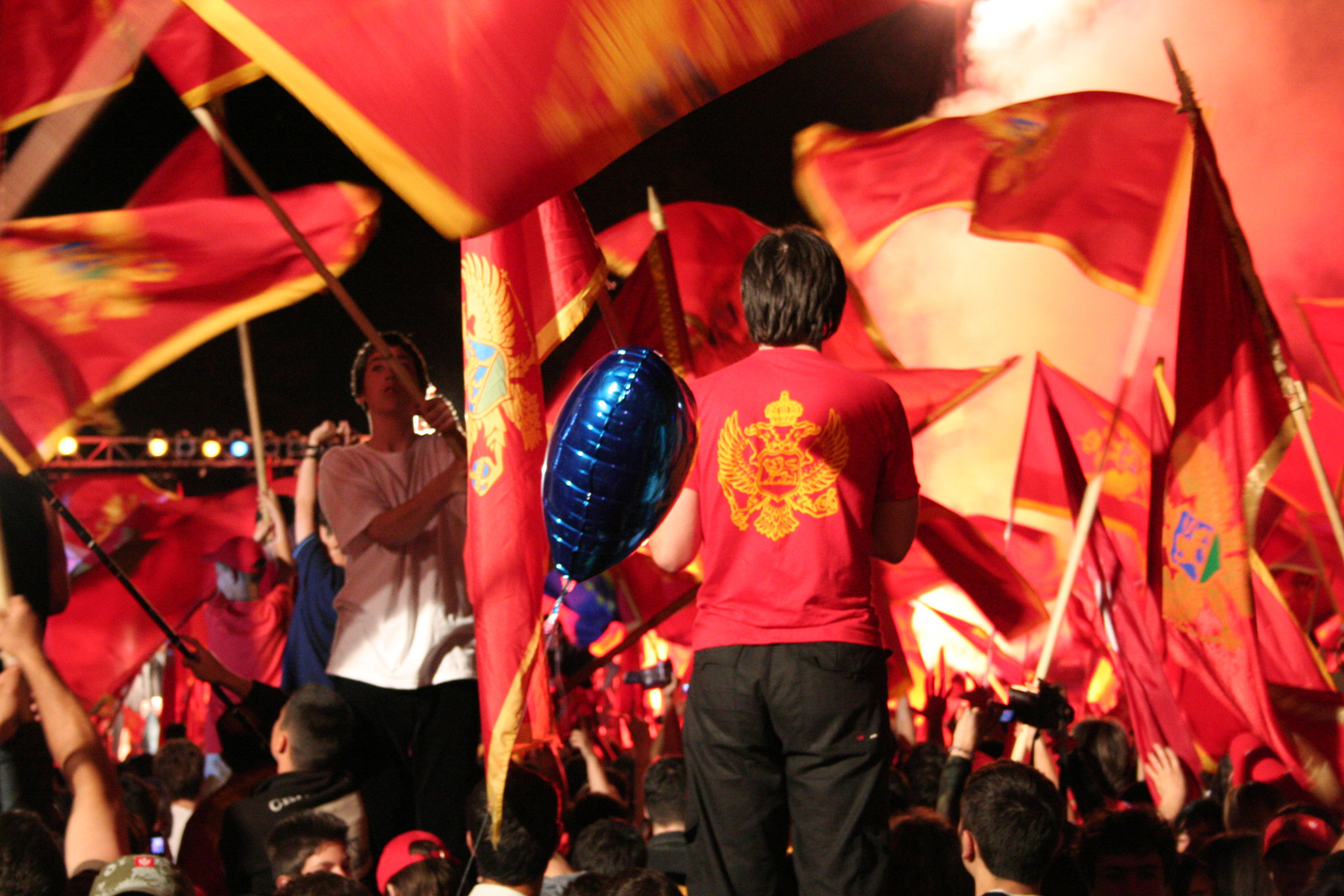
Celebración en Cetiña por la Independencia de Montenegro en 2006

La Ley sobre el Estatuto de los Descendientes de la Dinastía Petrović Njegoš fue aprobada por el Parlamento de Montenegro el 12 de julio de 2011. Rehabilitó la Casa Real de Montenegro y reconoció funciones simbólicas limitadas en el marco constitucional de la república.
En 2015, la red de periodistas de investigación OCCRP señaló al presidente y primer ministro de Montenegro, Milo Đukanović, durante mucho tiempo, «Persona del año en el ámbito de la delincuencia organizada». El alcance de la corrupción de Đukanović dio lugar a manifestaciones callejeras y a peticiones de destitución.
En octubre de 2016, para el día de las elecciones parlamentarias, se preparó un golpe de Estado por parte de un grupo de personas que incluía a líderes de la oposición montenegrina, ciudadanos serbios y supuestos agentes rusos; el golpe fue impedido. En 2017, catorce personas, entre ellas dos nacionales rusos y dos líderes de la oposición montenegrina, Andrija Mandić y Milan Knezević, fueron acusados por su presunta participación en el intento de golpe de Estado con cargos como «preparación de una conspiración contra el orden constitucional y la seguridad de Montenegro» y un «intento de acto terrorista».
Montenegro se convirtió formalmente en miembro de la OTAN en junio de 2017, aunque Montenegro sigue profundamente dividido respecto a la adhesión, un acontecimiento que desencadenó una promesa de acciones de represalia por parte del gobierno de Rusia.
Montenegro lleva negociando con la UE desde 2012. En 2018, el anterior objetivo de adhesión para 2022, se revisó para 2025.
Las protestas montenegrinas contra la corrupción comenzaron en febrero de 2019 contra el presidente en funciones Milo Đukanović y el gobierno del Partido Democrático de los Socialistas (DPS), en el poder desde 1991, dirigido por el primer ministro Duško Marković.
A finales de diciembre de 2019, la recién aprobada Ley de Religión, que transfiere de iure la propiedad de los edificios y fincas de la Iglesia construidos antes de 1918 de la Iglesia ortodoxa serbia al Estado montenegrino, provocó una serie de grandes protestas seguidas de bloqueos de carreteras. Diecisiete diputados del Frente Democrático de la oposición fueron detenidos antes de la votación por perturbarla. Las manifestaciones continuaron en marzo de 2020 como marchas de protesta pacíficas, organizadas en su mayoría por el Metropolitanato de Montenegro y el Litoral y la Eparquía de Budimlja y Nikšić en la mayoría de los municipios montenegrinos.
En su informe sobre los derechos políticos y las libertades civiles en el mundo de mayo de 2020, Freedom House calificó a Montenegro como un régimen híbrido y no como una democracia, debido al deterioro de los estándares de gobernanza, justicia, elecciones y libertad de los medios de comunicación. Por primera vez en tres décadas, en las elecciones parlamentarias de 2020, la oposición obtuvo más votos que el partido gobernante de Đukanović.

## Política

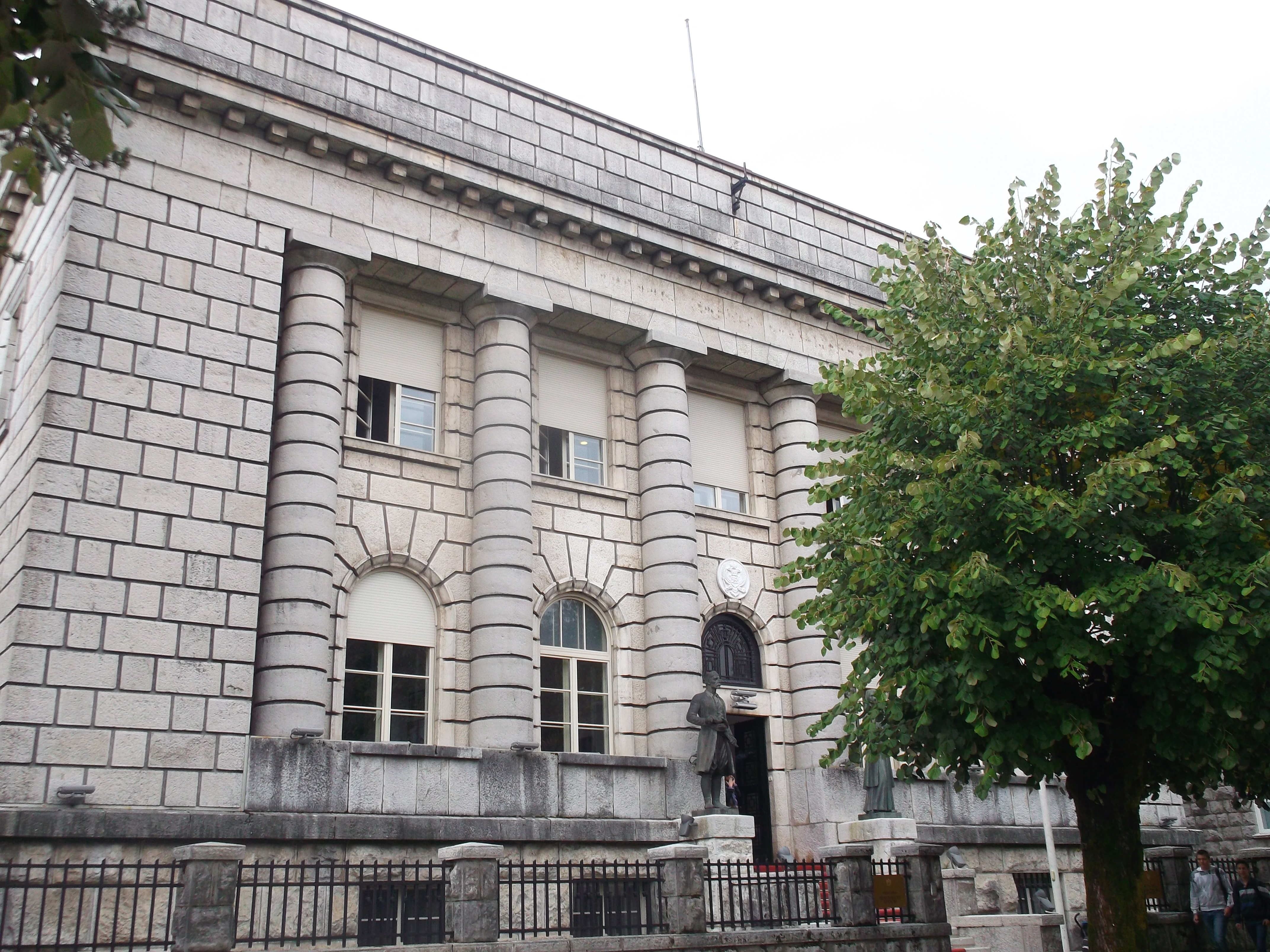
Palacio Presidencial en Cetiña

Montenegro es una república democrática parlamentaria. La Constitución de Montenegro fue aprobada el 12 de octubre de 1992 y establece el sistema político del país. Las reformas constitucionales, en tanto, deben ser aprobadas por plebiscitos.
El jefe de Estado es el presidente de Montenegro, cargo que ostenta en la actualidad Jakov Milatović. El Presidente es electo cada cuatro años y tiene entre sus funciones, promulgar leyes, convocar a elecciones y plebiscitos y proponer al primer ministro. El primer ministro, en la actualidad Milojko Spajić, es el jefe de gobierno y bajo su cargo está la dirección de las relaciones exteriores, la implementación de las leyes y la administración del Estado.
El Parlamento de Montenegro (Skupština Republike Crne Gore) está compuesto por 77 miembros electos cada cuatro años, encargados de la redacción de las leyes, aprobación del presupuesto gubernamental, ratificación de tratados, la designación del gobierno y la elección del primer ministro. El Poder Judicial, en tanto, es autónomo e independiente.
El sistema político de Montenegro es multipartidista, pero los diferentes partidos deben formar coaliciones. En la actualidad, el principal partido político es el oficialista Partido Democrático de los Socialistas que posee 30 escaños en el Parlamento. El Partido Popular Socialista es el segundo en importancia surgido de una escisión del PDS y es el principal miembro del pacto opositor Juntos por el Cambio, con diecinueve escaños.

### Defensa

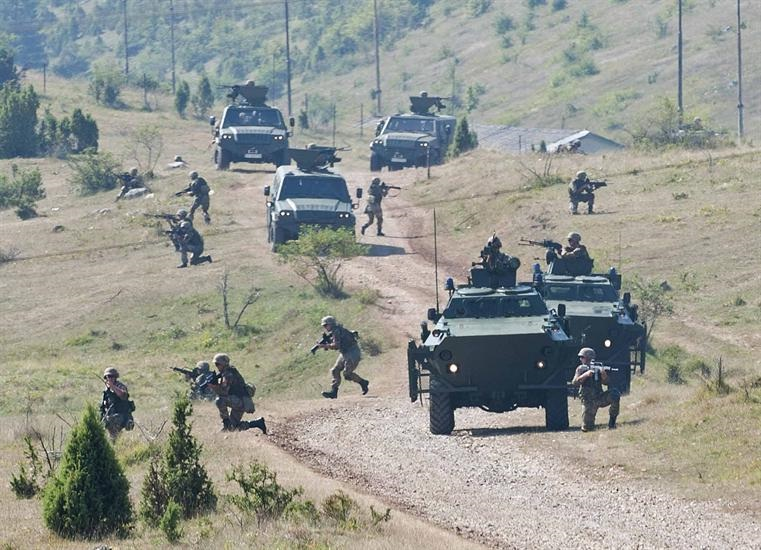
Ejercicio de las Fuerzas Armadas de Montenegro

Las Fuerzas Armadas de Montenegro se componen del ejército, la armada, la fuerza aérea, y un componente llamado fuerzas especiales. A partir de 2009 se organiza como un ejército permanente totalmente profesional, dependiente del Ministerio de Defensa con el objetivo de proteger y defender la soberanía de Montenegro. Montenegro consiguió unirse a la OTAN después de la larga modernización y reorganización de sus fuerzas armadas. Los planes futuros para el ejército incluyen participar en las diversas misiones de mantenimiento de la paz a través de las Naciones Unidas y los esfuerzos de la OTAN, como la ISAF.

Montenegro fue miembro del programa de la Asociación para la Paz de la OTAN y después se convirtió en candidato oficial a la plena adhesión a la alianza. Montenegro solicitó un Plan de Acción para la Adhesión el 5 de noviembre de 2008, que le fue concedido en diciembre de 2009. Montenegro también es miembro de la Carta Adriática. Montenegro fue invitado a ingresar en la OTAN el 2 de diciembre de 2015 y el 19 de mayo de 2016, la OTAN y Montenegro llevaron a cabo una ceremonia de firma en la sede de la OTAN en Bruselas para la invitación de ingreso de Montenegro. Montenegro se convirtió en el 29º miembro de la OTAN el 5 de junio de 2017, a pesar de las objeciones de Rusia. El gobierno tiene previsto que el ejército participe en misiones de mantenimiento de la paz a través de la ONU y la OTAN, como la Fuerza Internacional de Asistencia a la Seguridad.

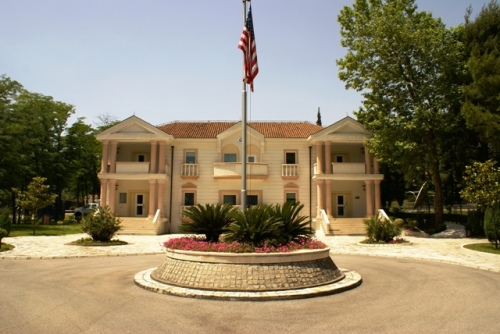
Embajada de Estados Unidos en Podgorica

### Relaciones exteriores
Tras la promulgación de la declaración de independencia en el Parlamento de la República de Montenegro el 3 de junio de 2006, después del referéndum celebrado el 21 de mayo, el Gobierno de la República de Montenegro asumió las competencias de definir y dirigir la política exterior de Montenegro como sujeto de derecho internacional y Estado soberano. La aplicación de esta responsabilidad constitucional se encomendó al Ministerio de Asuntos Exteriores, al que se encomendó la tarea de definir las prioridades de la política exterior y las actividades necesarias para su aplicación.

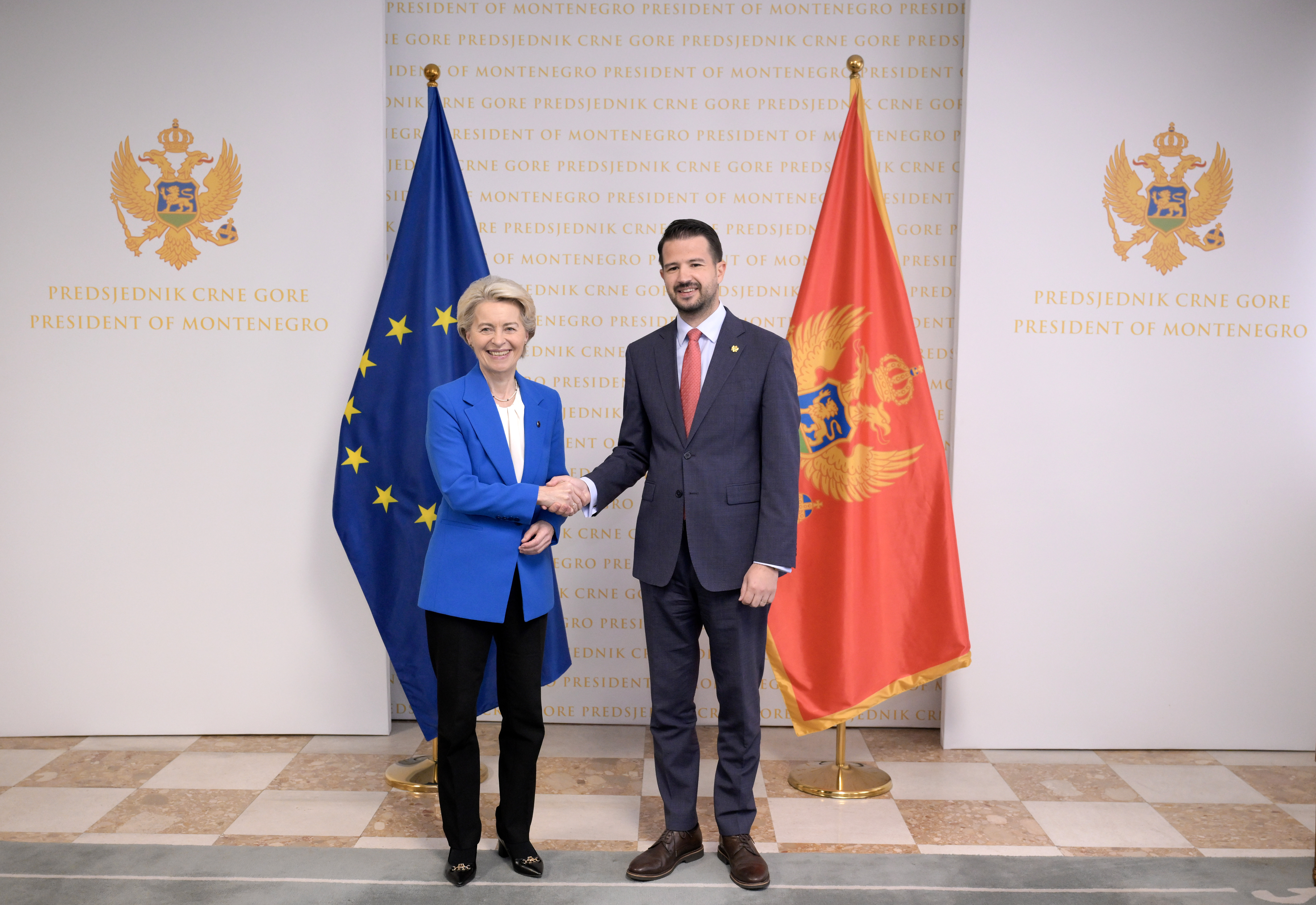
Ursula von der Leyen presidente de la Comisión Europea reunida en Montenegro con el presidente Jakov Milatović

Estas actividades se llevan a cabo en estrecha colaboración con otras autoridades de la administración del Estado, el presidente, el presidente del Parlamento y otras partes interesadas.
La integración en la Unión Europea es el objetivo estratégico de Montenegro. Este proceso seguirá siendo el centro de la política exterior montenegrina a corto plazo. El segundo objetivo estratégico e igualmente importante, pero alcanzable en un plazo más corto, es la entrada en la OTAN, que garantizaría la estabilidad y la seguridad para perseguir otros objetivos estratégicos. Montenegro cree que la integración en la OTAN aceleraría la integración en la UE. En mayo de 2017, la OTAN aceptó a Montenegro como miembro de la Alianza a partir del 5 de junio de 2017.

### Elecciones
Las elecciones parlamentarias anticipadas de octubre de 2002 fueron ganadas por la alianza «Lista Democrática para un Montenegro Europeo», dirigida por el gobernante Partido Democrático de los Socialistas de Montenegro (DPS). Recibió casi el 48 % de los votos y, por tanto, la mayoría absoluta de los escaños del Parlamento de Montenegro. El Partido Socialista Popular (SNP), que era partidario de mantener la alianza estatal con Serbia, llegó con su alianza «Coalición por el Cambio» a algo más del 38 %.
El 12 de julio de 2004, el gobierno montenegrino decidió sustituir la anterior bandera de Montenegro por una tradicional e introducir el nuevo himno nacional Oj svijetla majska zoro. El texto del nuevo himno, que causó polémica, fue escrito por Sekula Drljević en 1937.

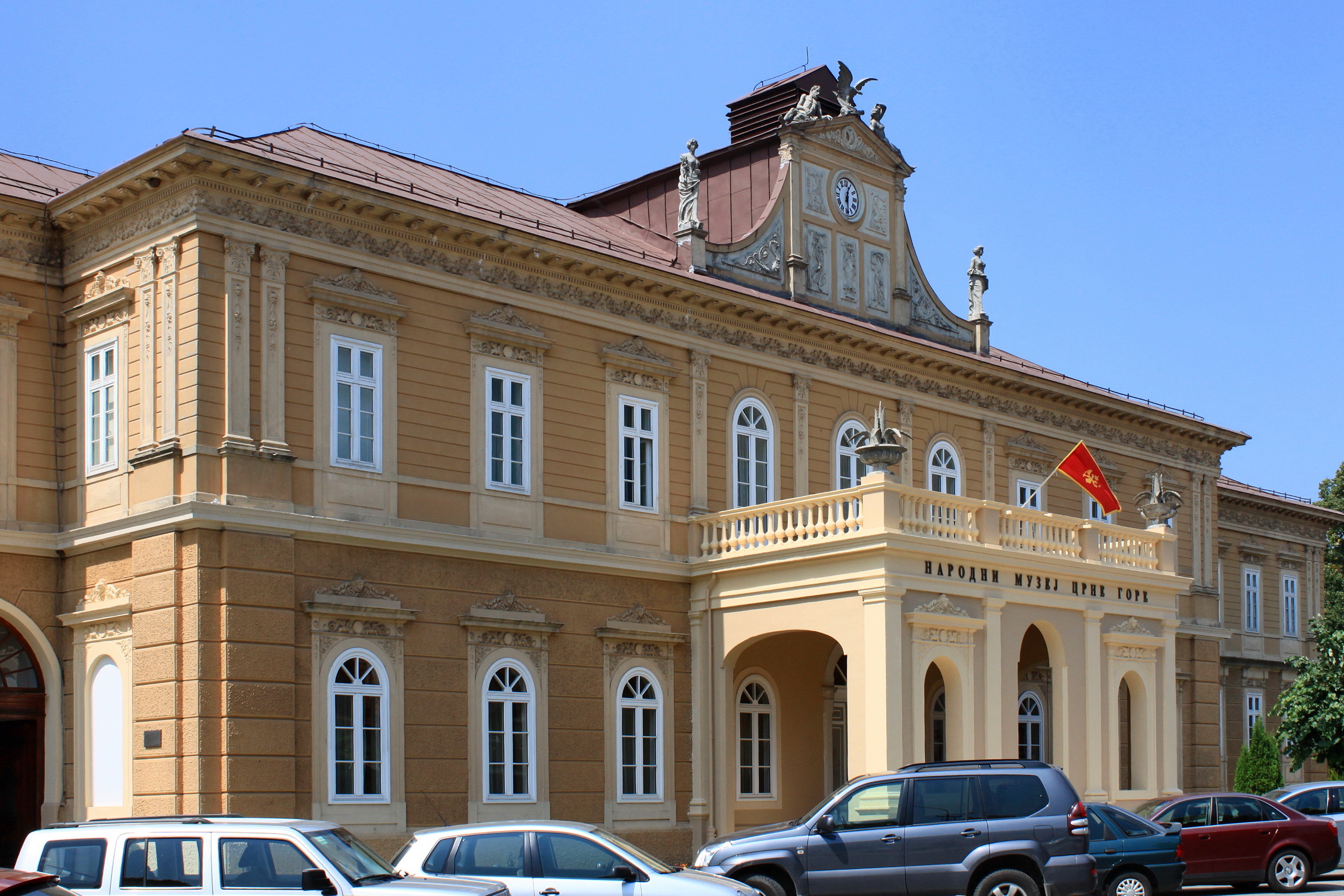
Antigua sede del Parlamento en Cetiña ahora un museo

Los principales políticos del partido gobernante DPS llevaban mucho tiempo abogando por la independencia de Montenegro, que fue rechazada por Serbia y la Unión Europea. Bajo la enorme presión de la UE, en 2003 se llegó a un acuerdo para que Montenegro permaneciera en una confederación común con Serbia hasta 2006, cuando podría celebrar un referéndum sobre la disolución de la confederación.
El 10 de septiembre de 2006 se celebraron las primeras elecciones parlamentarias tras la declaración de independencia. La coalición DPS (33 escaños, Partido Democrático de los Socialistas)/SDP (cinco escaños, Partido Socialdemócrata)/BP (tres escaños, Partido Bosnia)/LDP (tres escaños, Partido Albanés) obtuvo 44 de los 80 escaños del Parlamento. Los partidos de la oposición eran: Lista Serbia con SNS (Partido Popular Serbio), SRS (Partido Radical Serbio, Vojislav Šešelj), DSJ (Partido de la Unidad Democrática) y NSS CG (Partido Socialista Popular de Montenegro) doce escaños parlamentarios. El SNP (Partido Socialista Popular) ocho escaños, la Unión de Listas NS (Partido Popular) y el DSS (Partido Democrático Serbio) tres escaños, el PZP (Movimiento por el Cambio) - Nebojša Medojević once escaños, la Unión Democrática de Montenegrinos y Alternativa Albanesa tienen un escaño cada uno. La participación de los votantes fue de alrededor del 70 %.
El 19 de octubre de 2007, por primera vez desde 1905, se adoptó una constitución para un Estado montenegrino independiente y se proclamó solemnemente tres días después. Su adopción fue uno de los puntos más importantes que Europa impuso al Estado balcánico para una mayor integración en las estructuras euroatlánticas. No solo regula el uso de las lenguas oficiales, sino que también desenreda los problemas que rodean la doble nacionalidad de los habitantes a Montenegro y Serbia respectivamente.
El 6 de abril de 2008 se celebraron las primeras elecciones presidenciales desde la independencia. El anterior titular, Filip Vujanović, ganó las elecciones. Fue reelegido el 7 de abril de 2013.
En las elecciones parlamentarias del 16 de octubre de 2016, el DPS gobernante volvió a ser la fuerza más fuerte, pero se quedó muy lejos de la mayoría absoluta. El 29 de noviembre de 2016, el nuevo gobierno de Marković se reunió.

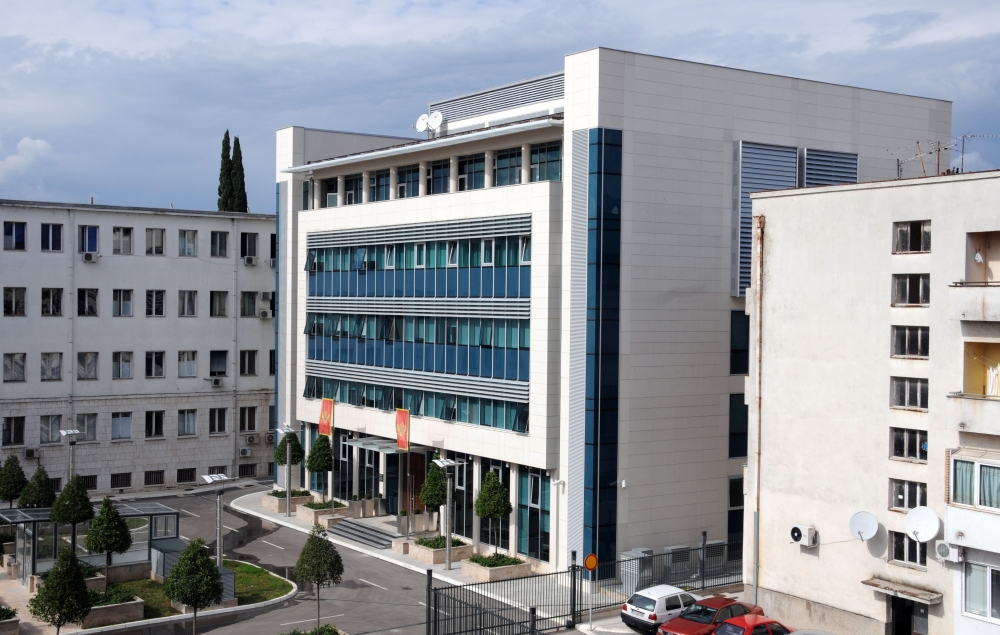
Oficinas del Gobierno en Podgorica

Las elecciones de 2020 tuvieron la mayor participación desde la secesión de Serbia en 2006, con un 76,64 %. La alianza electoral Za budućnost Crne Gore obtuvo el 32,55 % de los votos y, por tanto, 27 escaños en el Parlamento, seis más que antes. El Demokratska Partija Socijalista Crne Gore del presidente Đukanović fue el más votado, con un 35,06 %, pero perdió seis escaños parlamentarios. Fue la primera vez que la coalición gobernante, aún en funciones, perdió la mayoría en el Parlamento. Aunque Krivokapić anunció la victoria de la coalición poco después del cierre de las urnas y antes de que se publicaran los resultados electorales definitivos, la composición del nuevo Gobierno no se conoció hasta el 4 de diciembre.

### Derechos humanos
En materia de derechos humanos, respecto a la pertenencia a los siete organismos de la Carta Internacional de Derechos Humanos, que incluyen al Comité de Derechos Humanos (HRC), Montenegro ha firmado o ratificado:
| Montenegro | Tratados internacionales | Tratados internacionales | Tratados internacionales | Tratados internacionales | Tratados internacionales | Tratados internacionales | Tratados internacionales | Tratados internacionales | Tratados internacionales | Tratados internacionales | Tratados internacionales | Tratados internacionales | Tratados internacionales | Tratados internacionales | Tratados internacionales | Tratados internacionales | Tratados internacionales | Tratados internacionales |
| --- | ------------------------ | ------------------------ | ------------------------ | ------------------------ | ------------------------ | ------------------------ | --- | ------------------------ | ------------------------ | ------------------------ | ------------------------ | ------------------------ | ------------------------ | ------------------------ | ------------------------ | ------------------------ | ------------------------ | ------------------------ |
| Montenegro | CESCR                    | CESCR                    | CCPR                     | CCPR                     | CCPR                     | CERD                     | CED | CEDAW                    | CEDAW                    | CAT                      | CAT                      | CRC                      | CRC                      | CRC                      | CRC                      | MWC                      | CRPD                     | CRPD                     |
| Montenegro | CESCR                    | CESCR-OP                 | CCPR                     | CCPR-OP1                 | CCPR-OP2-DP              | CERD                     | CED | CEDAW                    | CEDAW-OP                 | CAT                      | CAT-OP                   | CRC                      | CRC-OP-AC                | CRC-OP-SC                | CRC-OP-CP                | MWC                      | CRPD                     | CRPD-OP                  |
| Pertenencia | Firmado y ratificado.    | Firmado y ratificado.    | Firmado y ratificado.    | Firmado y ratificado.    | Firmado y ratificado.    | Firmado y ratificado.    | Montenegro ha reconocido la competencia de recibir y procesar comunicaciones individuales por parte de los órganos competentes. | Firmado y ratificado.    | Firmado y ratificado.    | Firmado y ratificado.    | Firmado y ratificado.    | Firmado y ratificado.    | Firmado y ratificado.    | Firmado y ratificado.    | Sin información.         | Firmado y ratificado.    | Firmado y ratificado.    | Firmado y ratificado.    |
| Firmado y ratificado, firmado, pero no ratificado, ni firmado ni ratificado, sin información, ha accedido a firmar y ratificar el órgano en cuestión, pero también reconoce la competencia de recibir y procesar comunicaciones individuales por parte de los órganos competentes. |                          |                          |                          |                          |                          |                          | |                          |                          |                          |                          |                          |                          |                          |                          |                          |                          |                          |

## Organización territorial

Municipios de Montenegro

Administrativamente, Montenegro se divide en 24 municipios (opština)
| - Andrijevica - Bar - Berane - Bijelo Polje - Budva - Cetiña - Danilovgrad - Gusinje | - Herceg Novi - Kolašin - Kotor - Mojkovac - Nikšić - Petnjica - Plav - Plužine | - Pljevlja - Podgorica - Rožaje - Šavnik - Tivat - Tuzi - Ulcinj - Žabljak |

## Geografía

Mapa de Montenegro

Montenegro limita al norte con Bosnia y Herzegovina y Croacia, al sur con Albania, al este con Serbia y Kosovo, y al oeste con el mar Adriático. Montenegro es un país pequeño, el octavo menor de Europa con una superficie de 13 812 km². Se encuentra ubicado en la península de los Balcanes junto a la costa oriental del mar Adriático y presente cuatro zonas principales: el litoral, las mesetas rocosas, una depresión y las altas montañas.
Las llanuras costeras son estrechas, con una anchura de entre 2 y 10 km a lo largo del accidentado litoral adriático, en el que se presentan diversos estuarios y bahías, destacando la bahía de Kotor, considerado el fiordo más austral del continente. Estas llanuras acaban abruptamente por la presencia de las mesetas rocosas de estructura kárstica, superando los 1000 m de altitud en promedio, aunque existen algunos montes que se acercan a los 2000 m como el macizo de Orjen y el monte Lovćen.

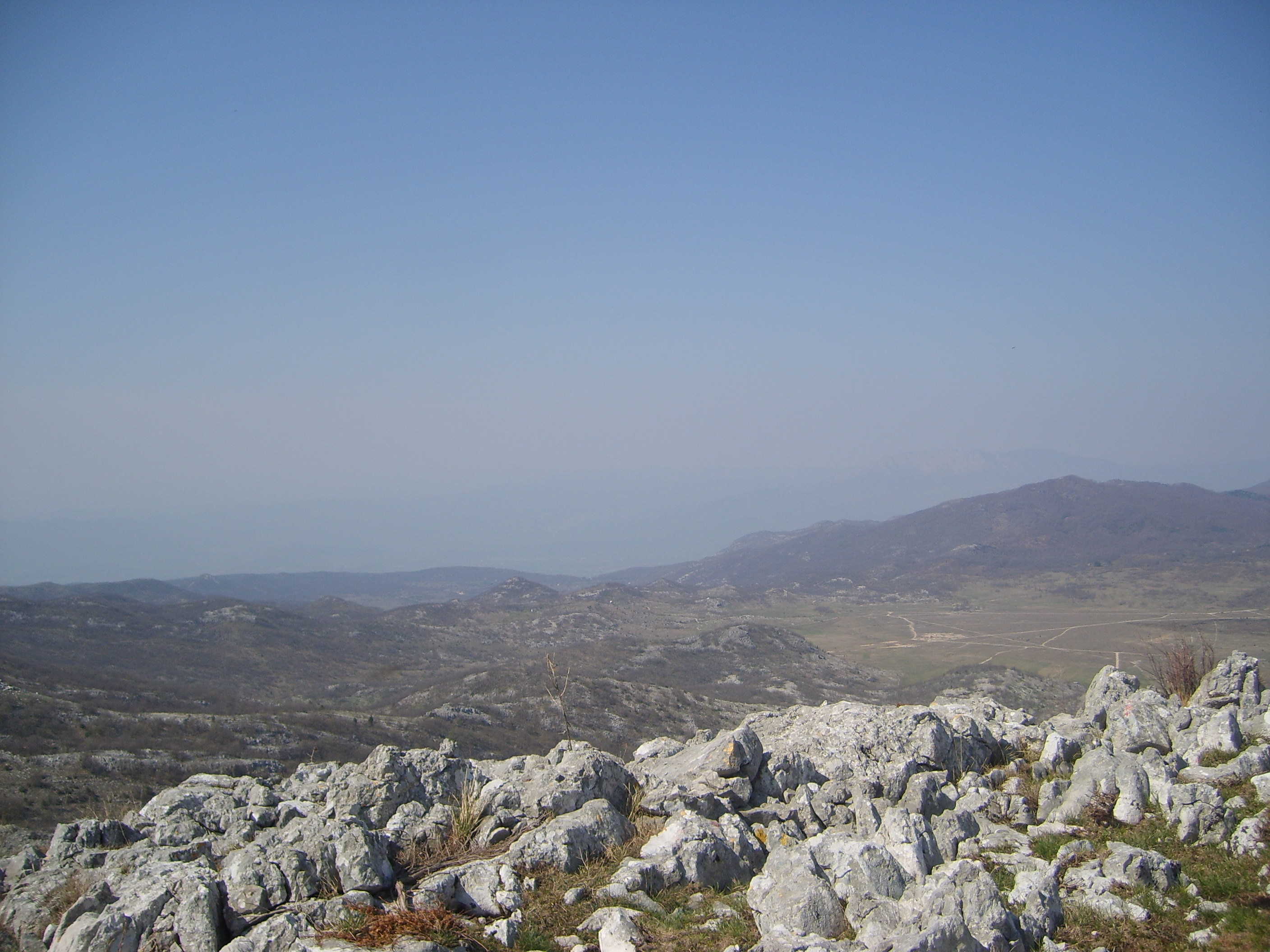
Kolasin.

Las únicas zonas llanas del país están en el interior: la región de Zeta y el lago Escútari. En esta zona, se sitúa la mayor parte de la agricultura y de la población del país debido a su agradable clima templado y su suave relieve. En la zona septentrional se ubica una de las zonas más abruptas del continente debido a la presencia de la cadena de los Alpes Dináricos y a la erosión glacial producida durante miles de años. La mayoría de los picos superan los 2000 m sobre el nivel del mar, cubiertos por zonas boscosas oscuras. En la zona además destaca el origen de diversos ríos que forman enormes cañones a lo largo de las cadenas montañosas.

### Clima

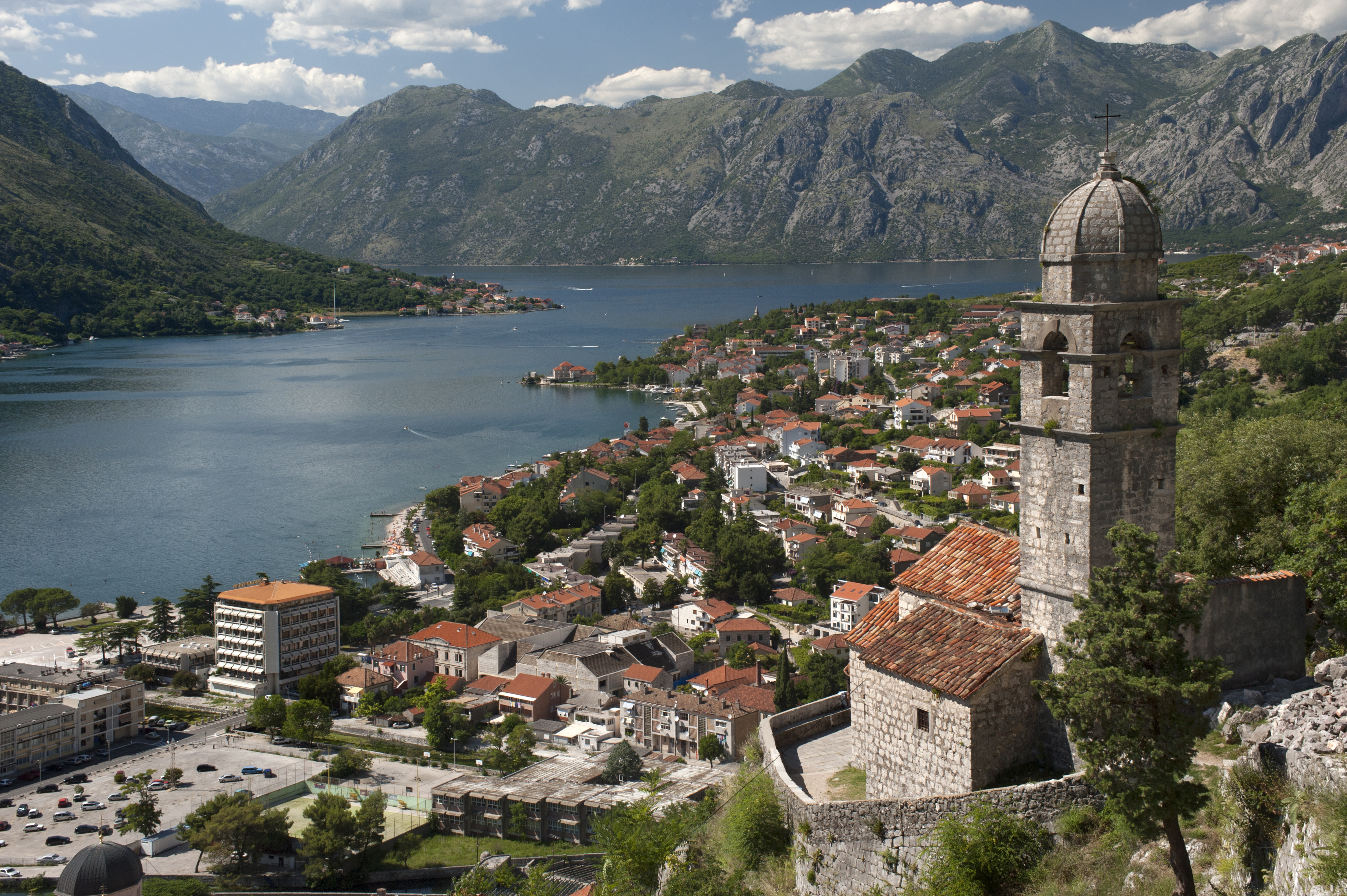
Vista de la bahía de Kotor

El clima de Montenegro deriva directamente de las características geográficas. Así, el clima mediterráneo predomina en la zona litoral y el continental es el preponderante en el resto del territorio debido la barrera que suponen los Alpes Dináricos y que impide el ingreso de la influencia marítima al interior. Los veranos son largos y secos, al contrario que el invierno, que es usualmente húmedo y corto. Las formaciones del relieve permiten el ingreso de olas de intenso calor al interior del país, principalmente a las zonas en torno a Podgorica, una de las ciudades más cálidas de la península balcánica. Por otro lado, en las zonas montañosas el clima alpino existente permite la caída de fuertes nevadas que cubren de nieve las principales cumbres durante gran parte del año.
Según WWF, el territorio de Montenegro está ocupado por tres ecorregiones: el bosque caducifolio de Iliria, un tipo de bosque mediterráneo en la costa, y dos tipos de bosques templados de frondosas (el bosque mixto balcánico, en algunos puntos de los extremos norte y este, y el bosque mixto de los Alpes Dináricos, en el resto del país).

### Relieve
Montenegro es casi totalmente montañoso. En el oeste y el sur, las montañas costeras, fuertemente karstificadas, se elevan abruptamente desde el mar Adriático a una altitud de algo menos de 2000 m. Hacia el norte, se unen las altas mesetas del Durmitor y las laderas profundamente disecadas del Prokletije. Los picos de las montañas del norte y el este del país alcanzan todos el nivel de alta montaña. La montaña más alta de Montenegro es Zla Kolata (2534 m sobre el nivel del mar) en Prokletije, en la frontera con Albania. Con 2522 m sobre el nivel del mar, Bobotov Kuk, en Durmitor, es la mayor elevación dentro de las fronteras del país.

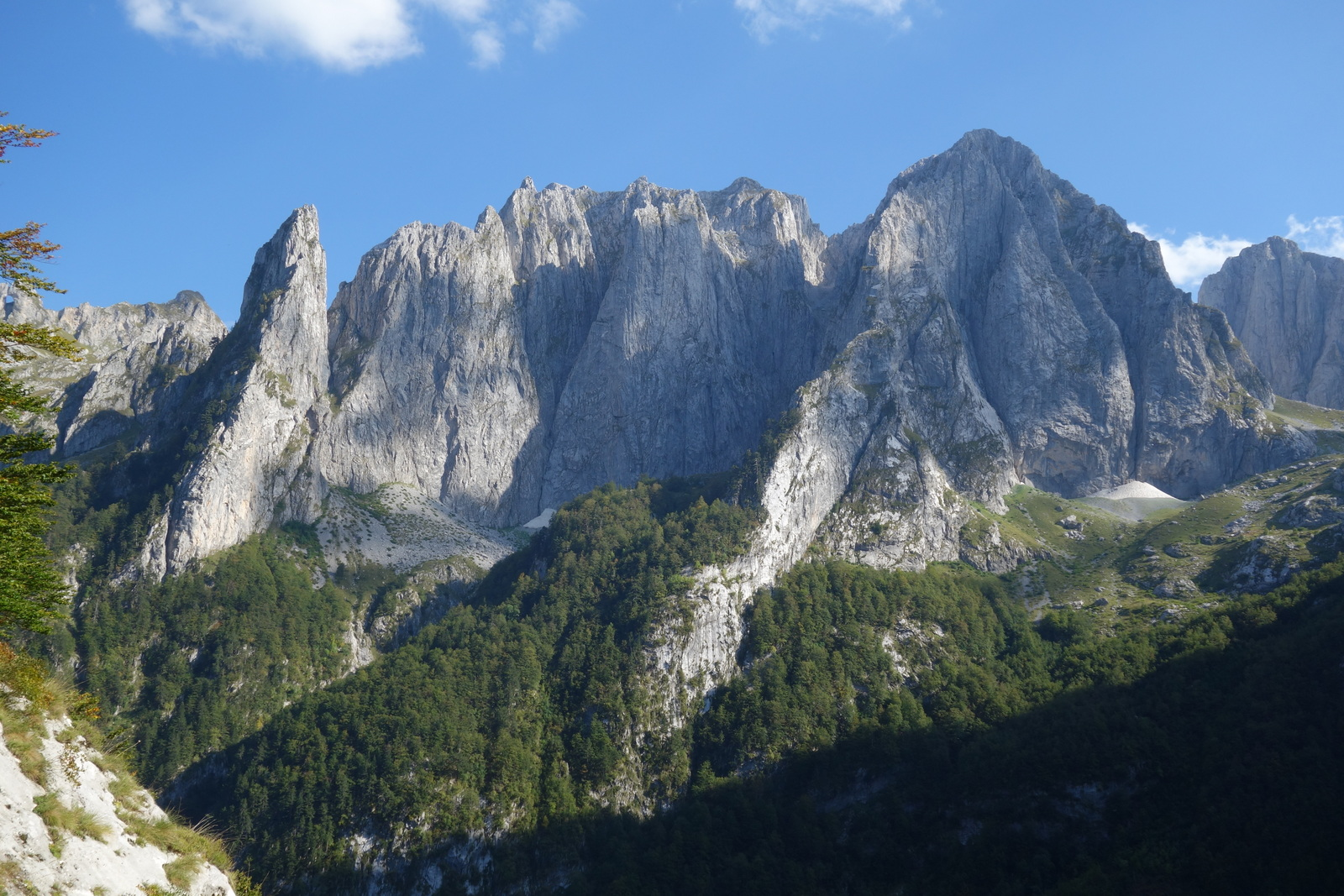
Las montañas Koplje, Sjeverni y Veliki Vrh en el parque nacional de Prokletije

Orjen ocupa una posición especial entre las montañas costeras, ya que aquí se ha desarrollado un relieve de alta montaña en la más íntima conexión con la costa del mar y la bahía de Kotor tiene el carácter de un canal escarpado en el corazón de las Altas Dináridas.
La dureza del clima de las Dináridas debido a los inviernos fríos y nevados y la situación desfavorable del abastecimiento debido a las conexiones de transporte que atraviesan los desfiladeros (Piva, Tara) y los pasos de alta montaña, pueden provocar considerables impedimentos en los inviernos severos.
La evolución activa del relieve kárstico depende de la temperatura, la litología, la vegetación y la disponibilidad de agua. De ello depende la distribución altitudinal de las formas kársticas. La zona de Montenegro se sitúa en el holocausto fuertemente desarrollado. Esta designación se basa en la ausencia de formas fluviales. Desde el punto de vista geológico, las calizas masivas potentes son un requisito previo. El par conceptual holokarst-merokarst ha sentado las bases de las variaciones climáticas de los fenómenos kársticos. El Holokarst es subtropical y tropical, mientras que el merokarst es templado (en Alemania, el Alb de Suabia).
Jovan Cvijić considera que el karst alto montenegrino-herzegovino es el más desarrollado de Europa: «No hay un karst más profundo y desarrollado que este herzegovino-montenegrino entre el bajo Neretva, el lago Scutari y el mar Adriático. Ni una gota de agua escurre por la superficie, sino que todo se hunde en respiraderos, fisuras de ponor y depresiones».
Los fuertes movimientos tectónicos combinados con la extrema karstificación han destruido también el único sistema de drenaje importante original del holokarst montenegrino, el Bokeljska reka (aún por reconstruir en su curso inferior a través de la bahía de Kotor).
La cueva más larga de Montenegro es Vražji firovi, de más de diez kilómetros de longitud, al noreste de Berane. La cueva más profunda del país es Željezna jama (-1027 m) en el monte Maganik.

### Costa

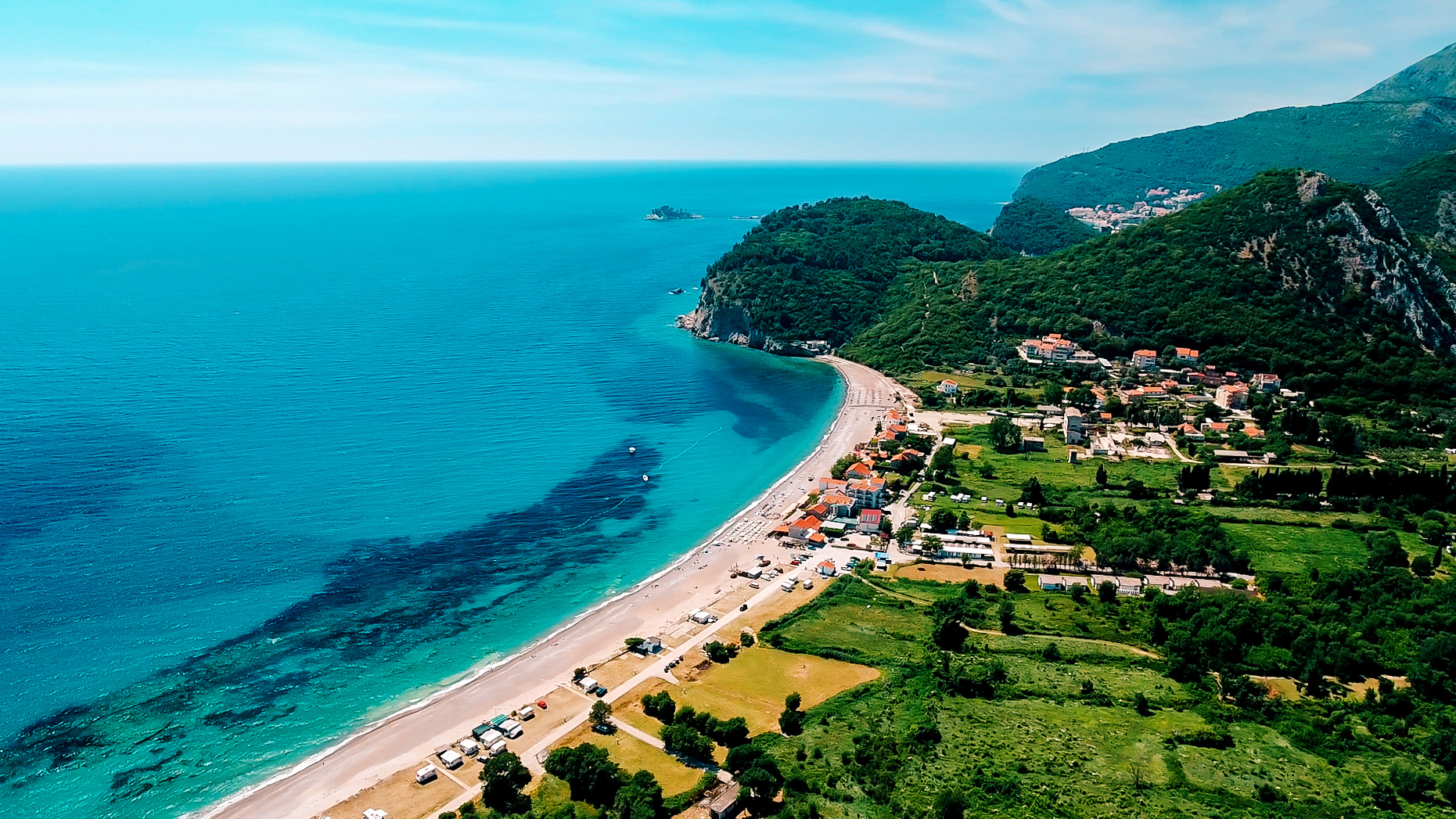
Playa Buljarica

La costa montenegrina está situada en el sureste del mar Adriático, entre Croacia y Albania. De los 260,2 km de costa, 249,1 km corresponden al litoral más estrecho y 11,1 km a las islas. La costa, muy inclinada, está separada del interior por las montañas de piedra caliza del interior (Orjen, Lovcen, Rumija). Solo en la parte sur de Montenegro se desarrolla una costa baja desde Ulcinj. El clima marítimo y la valorización turística de las localidades costeras han propiciado la expansión de las infraestructuras turísticas desde los años 1960. Los centros turísticos más importantes son Herceg Novi, Tivat, Kotor, Budva y Ulcinj.
La falta de agua debido al carácter cárstico provoca escasez de suministro en verano, ya que algunos de los manantiales de agua dulce locales se secan, por lo que hay que importar agua potable de Bosnia (Trebišnjica).
El mar alcanza rápidamente profundidades importantes, ya que el punto más profundo del Adriático, con 1280 m, se encuentra directamente frente a la costa montenegrina. Las altas temperaturas del agua en verano y la falta de nutrientes son generalmente características del Mar Adriático. La pesca desempeña un papel importante a nivel local, pero se concentra principalmente en la bahía de Kotor y en la desembocadura del Bojana con el lago de Scutari.

### Hidrografía
El 52,5 % de Montenegro pertenece a la cuenca del mar Negro y el 47,5 % a la del mar Adriático. Solo un sistema fluvial importante, el sistema Zeta-Morača, desagua en el mar Adriático.
La cuenca del Adriático tiene unos 6560 km². Esto incluye el Morača, con sus afluentes Zeta y Cijevna, Rijeka Crnojevica y Orahovstica. Estas tres aguas desembocan en el lago de Scutari y, a través de la Bojana, en el mar Adriático. El Moraca tiene una longitud de 113,4 km y una cuenca hidrográfica de 2628 km². La Zeta tiene 85 km de longitud y una cuenca hidrográfica de 1216 km².

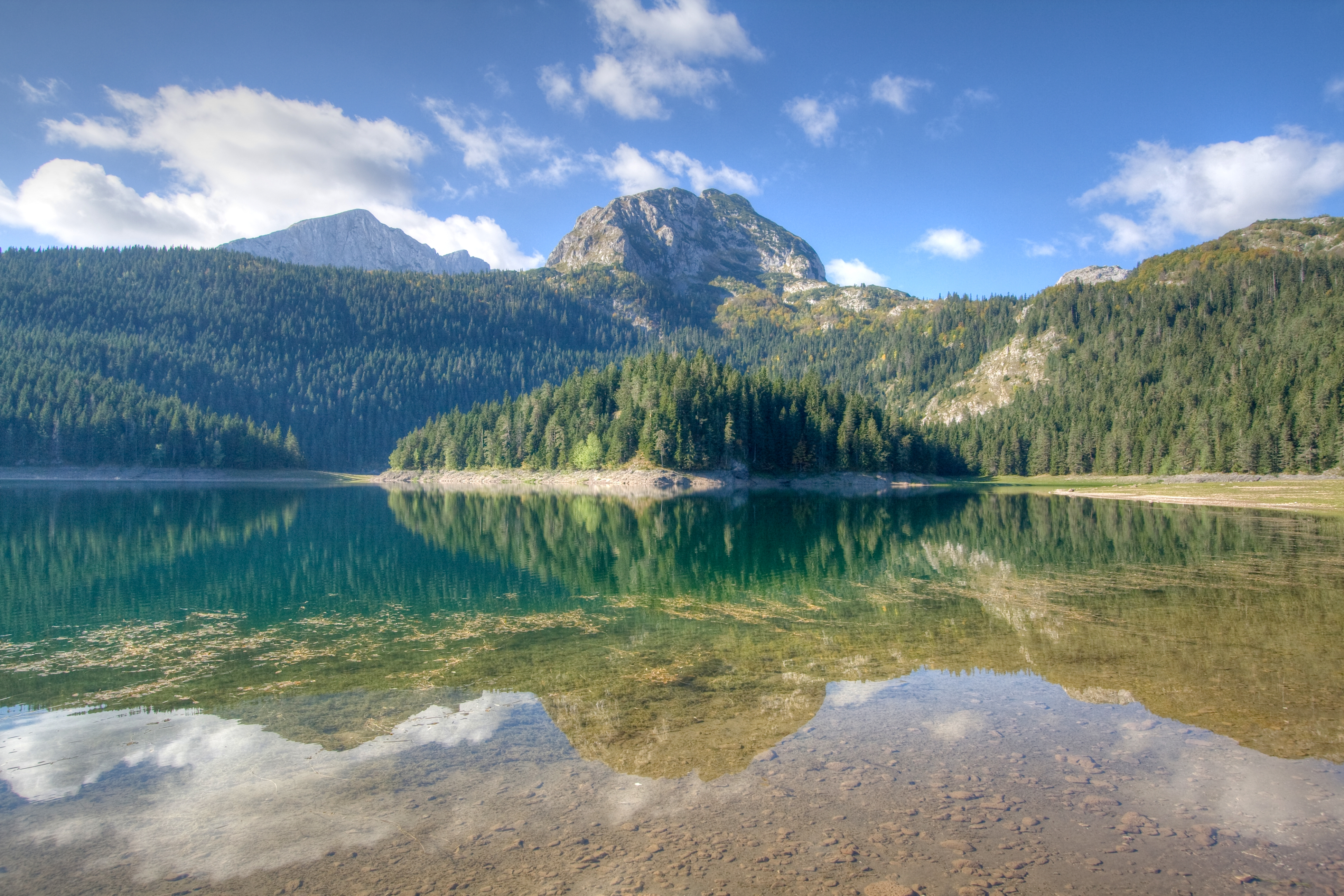
Lago Negro

La cuenca del mar Negro en Montenegro tiene 7260 km² y está formada principalmente por el curso superior del Drina con sus afluentes Lim, Piva, Tara y Ćeotina.
La mayor masa de agua interior es el lago Scutari, en la frontera con Albania. En su orilla norte hay una llanura en la que se encuentra la capital, Podgorica. Además del lago Scutari, el país cuenta principalmente con pequeños lagos de montaña. Un humedal importante es la salina de Ulcinj, en el estuario poco profundo del Bojana.

### Geología
Montenegro se divide en cuatro zonas estratigráficas-geológicas. Más de dos tercios de Montenegro pertenecen al karst. Las unidades tectónicas de la costa pertenecen a la zona neotectónica activa, que ha provocado terremotos catastróficos (1556, 1666, 1979: 7,0 en la escala de Richter). Geológicamente, las calizas del Cretácico y del Jurásico tienen un espesor de al menos 4,3 km. Debido a la monotonía de las calizas mesozoicas masivas y a los elevados totales de precipitaciones, la región está extremadamente karstificada.
En contraste con la bahía de Kotor, que está profundamente excavada en la meseta montañosa de Orjen, se encuentra un pronunciado estatus geológico especial. En el límite de dos unidades geológicas, la bahía se formó por procesos erosivos y tectónicos que continuaron en el pasado reciente, cuando existió una potente glaciación pleistocena en Orjen hace 20 000 años, que provocó la inundación de los poljen de Grahovo y Dragalj debido al deshielo de los enormes glaciares, que cubren unos 150 km².
Las condiciones más favorables prevalecen en el karst, donde se encuentran las facies de flysch que retienen agua del Triásico, Jurásico, Cretácico y Paleoceno. Se conservan como restos muy erosionados en la parte central de la bahía de Kotor, donde los arroyos cortos se utilizan en parte para hacer funcionar los molinos hasta el día de hoy.

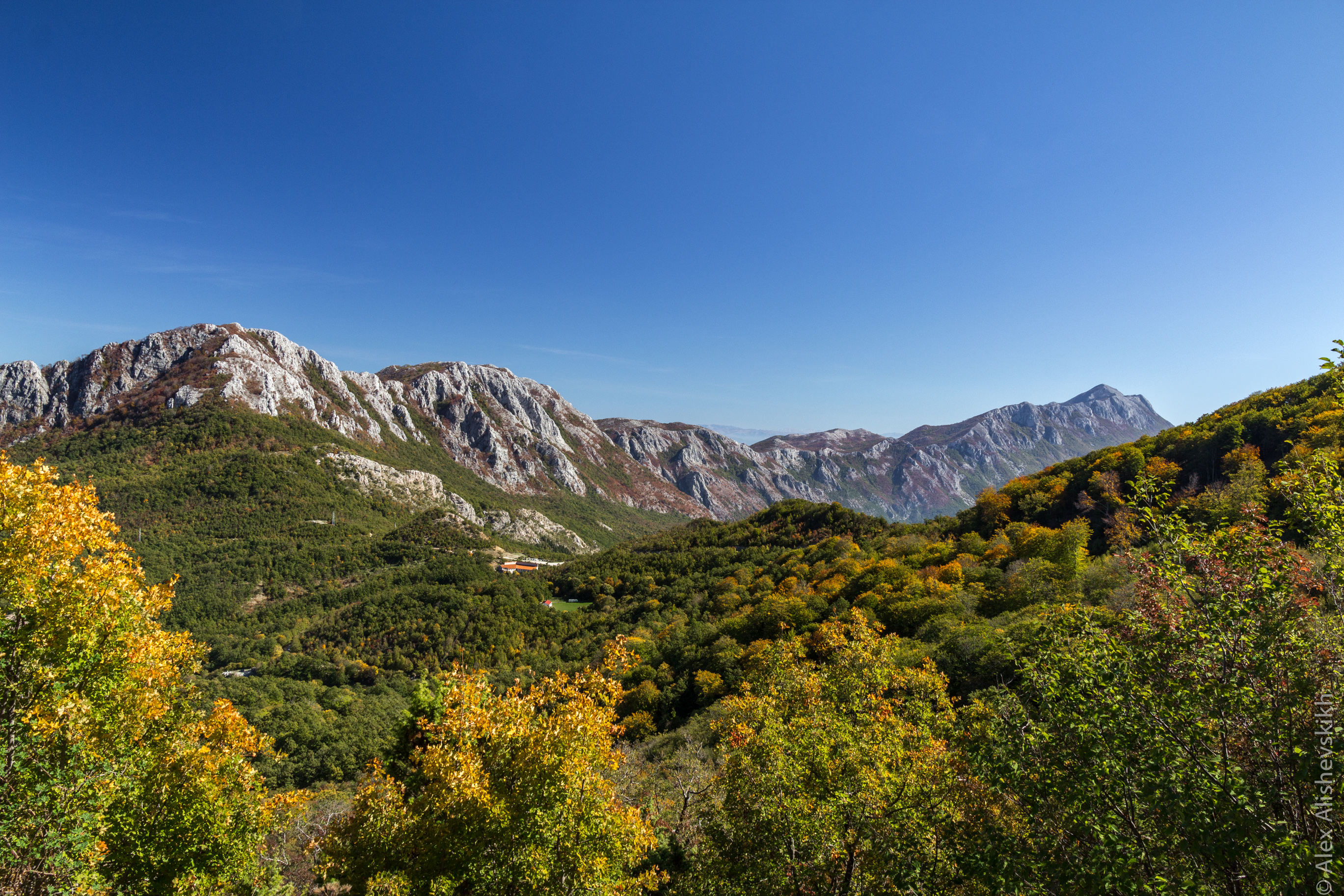
Sutorman

### Vegetación
Blečić y Lakušić enumeran 454 unidades de vegetación (37 clases, 53 órdenes, 97 asociaciones y 267 asociaciones) en Montenegro. El mapa de la vegetación potencial de Montenegro registra 20 tipos básicos de vegetación: 18 tipos de bosque y 2 comunidades de hierba. Sin embargo, grandes partes solo pueden considerarse degradadas y son comunidades de sustitución de derivados de la vegetación potencial y formas antropogénicas favorecidas.
La característica más llamativa es la proximidad espacial inmediata de las altas montañas alpinas y las tierras bajas mediterráneas. Debido a los cañones meridionales, es posible un carácter floral submediterráneo hasta los valles de las principales cordilleras de las altas Dináridas. Los cañones también fueron espacios de refugio glaciar y son informativos desde el punto de vista biogeográfico e histórico.
La provincia floral de Iliria, como subregión de la región eurosiberiana, se caracteriza por los típicos representantes de los árboles nemorales y boreales (haya, abeto, abeto blanco). Los horoelementos centroeuropeos son ampliamente dominantes en la vegetación forestal. En las montañas que rodean la bahía de Kotor, se extienden directamente hasta la costa. La estrecha franja costera mediterránea del interior de la bahía tiene unos cientos de metros de ancho; la vegetación de frondosas alcanza hasta los 600 m, las formaciones submediterráneas hasta los 1000 m, por encima de los 1000 m domina el haya y por encima de los 1500 m se encuentran los pinos acorazados.
La vertiente marítima de las cadenas costeras dináricas pertenece a la región (sub)mediterránea de la provincia del Adriático, mientras que la vertiente marítima pertenece a la subregión de Iliria de la región floral centroeuropea. En Montenegro se registran 3136 especies de plantas vasculares (Pteridophyta, Pinophyta, Magnoliophyta), entre las que se encuentran 201 especies endémicas. Los relictos glaciares son comunes en Durmitor y Prokletije, los relictos terciarios en Orjen.

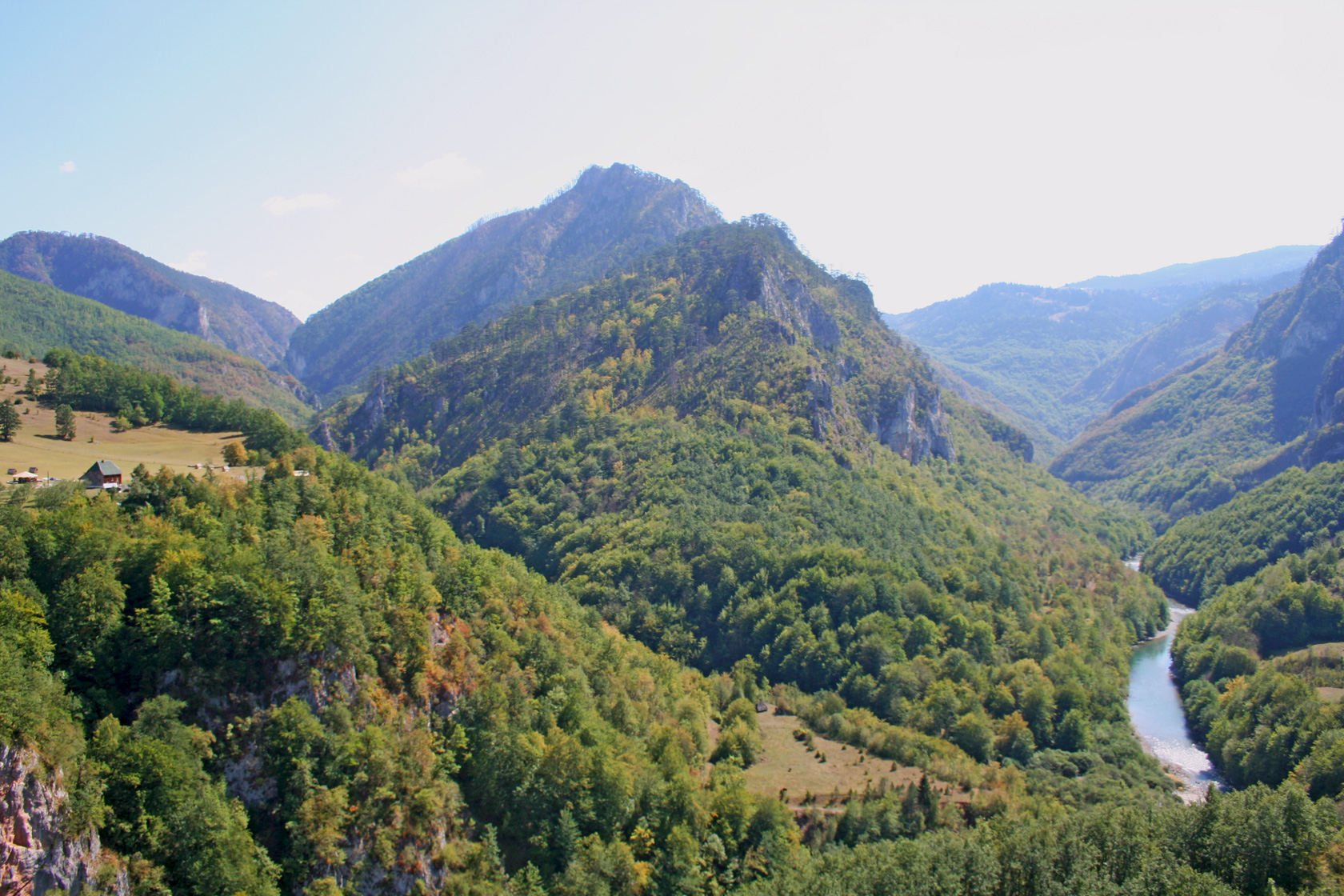
Parque nacional Durmitor

La flora de montaña del sur de Europa está representada por la provincia dinárica. El sureste de las Dináridas cuenta con una rica flora templada, (sub)mediterránea y oromediterránea, con una importante presencia de endemismos ilirios. Los endemismos locales se encuentran especialmente en Orjen (8) y Prokletije (15). Prokletije ofrece la mayor diversidad de especies, con 542 especies, mientras que en Orjen hay 243 especies de orófitos.
La topografía y el relieve desempeñan un papel importante en la formación de las regiones de flora en la región fronteriza. La barrera montañosa de las Dináridas litorales (800-1900 m) evita la influencia del clima mediterráneo en la escarpa hasta el mar Adriático; solo es posible una mayor expansión a través de las depresiones. Por tanto, el bioma subtropical y con él la provincia de la flora adriática solo ocupa el estrecho espacio de la costa dálmata. La bahía de Kotor, que se adentra en la zona cárstica alta, sigue llevando elementos florales mediterráneos a la nevada Orjen. En la zona submediterránea se encuentran especies termófilas como el roble macedonio (Quercus trojana), el carpe de lúpulo (Ostrya carpinifolia), el carpe oriental (Carpinus orientalis) y el fresno de maná (Fraxinus ornus).

## Economía

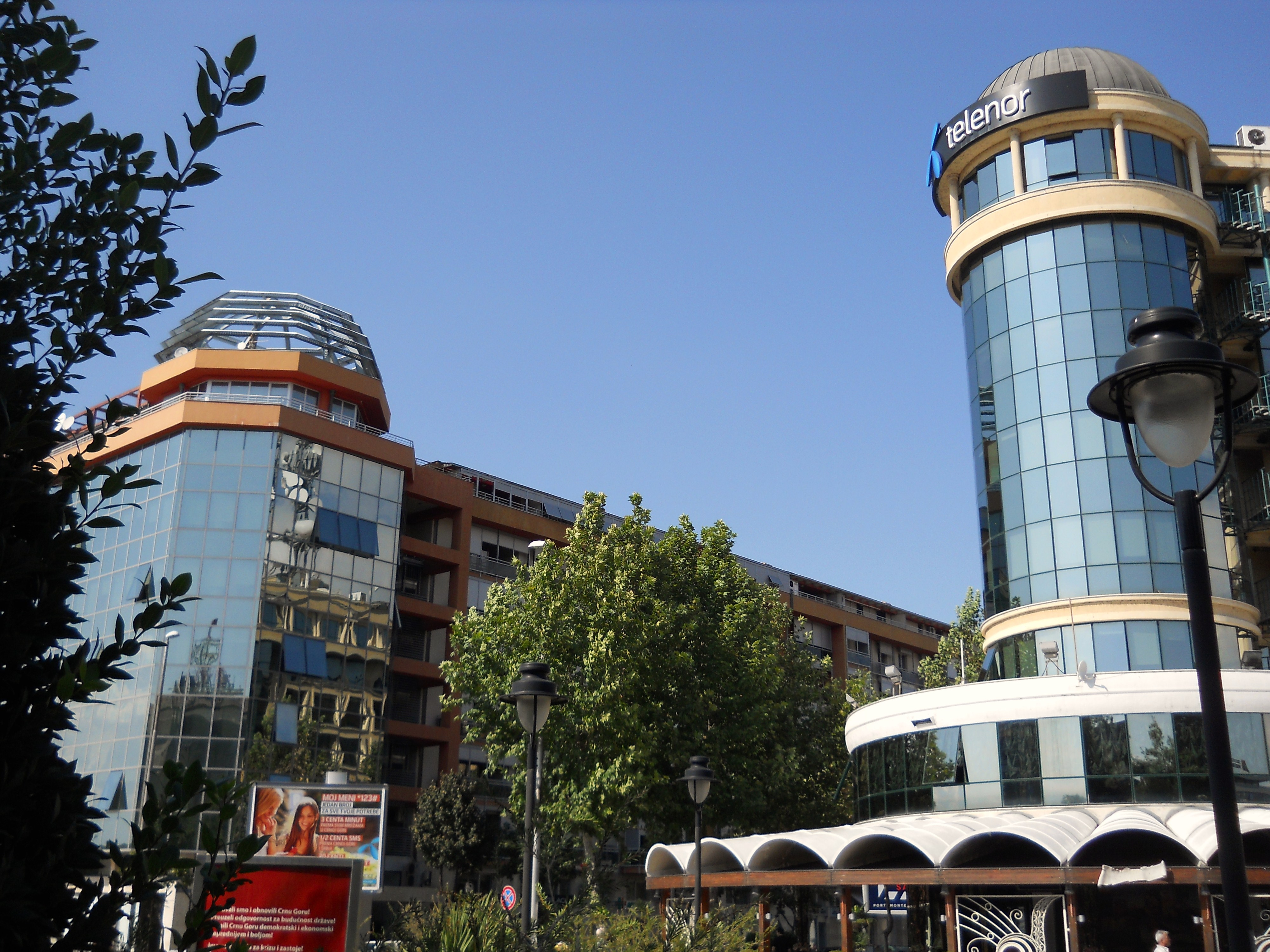
Sede de la compañía Telenor en Montenegro

Durante la época bajo dominio yugoslavo, Montenegro experimentó una rápida urbanización e industrialización basada en la industria de generación eléctrica, industria minera (metal, aluminio y carbón), forestal y textil. A esto se sumó posteriormente la producción de tabaco y el turismo, este último principalmente durante fines de los años 1980.
Con el quiebre de la antigua Yugoslavia, Montenegro perdió gran parte de su mercado y de sus abastecedores. El progreso económico se detuvo al igual que el programa de privatizaciones, durante 1989. En mayo de 1992, las sanciones impuestas por la ONU producto de las Guerras Yugoslavas agravaron la crisis convirtiéndola en la peor desde la Segunda Guerra Mundial. En 1993, dos tercios de la población montenegrina estaba bajo la línea de la pobreza y a inicios de 1994 el país alcanzó la segunda más alta hiperinflación en la historia superior al 3 millones por ciento.
Debido a su favorable ubicación geográfica junto al Adriático y conectado con Albania a través del lago Skadar, Montenegro se convirtió en un centro de contrabando. Puesto que la totalidad de la producción industrial montenegrina se detuvo, la principal actividad económica de la república fue el contrabando de bienes materiales, especialmente petróleo y cigarrillos. Solamente en 1997, la economía de Montenegro se estabilizó: el marco alemán fue introducido como moneda oficial para evitar la inflación y el gobierno montenegrino exigió más autonomía para sus políticas económicas las que serían establecidas con la formación de la Unión de Serbia y Montenegro en 2002. Desde ese momento, el gobierno de Montenegro ha establecido fuertes políticas para la mejoría de la economía, especialmente agilizando el proceso de privatizaciones, introducción del IVA y del euro como moneda oficial (a pesar de que el país no es miembro oficial de la eurozona).
En la actualidad, Montenegro es uno de los países más pobres del continente con un PIB per cápita de US$ 6966 pero durante los últimos años se han producido importantes mejoras. Apenas el 12,2 % de la población está bajo la línea de la pobreza y el desempleo ha caído del 27,7 % de 2005 al 16,4 % en julio de 2006, mientras la inflación se mantiene cerca del 3 %. El principal producto del país es el aluminio que es exportado a través de Suiza, destino del 83,9 % de las exportaciones totales. Las importaciones, en tanto, cuadruplican el valor de las exportaciones y provienen principalmente de Grecia, Italia, Alemania y Bosnia-Herzegovina.
La política económica del presidente Milo Đukanović, en el poder desde la independencia del país en 2006 hasta su derrota electoral en 2023, se centró en el desarrollo del turismo y las privatizaciones. El astillero de Tivat, que fue el orgullo de la marina yugoslava, fue comprado por el multimillonario canadiense Peter Munk tras la independencia de Montenegro y convertido en un puerto deportivo para extranjeros ricos. La fundición de aluminio de Podgorica -la única industria importante del país- fue vendida en 2005 al empresario ruso Oleg Deripaska, que también se asoció con el banquero británico Jacob Rothschild y el oligarca francés Bernard Arnault en un proyecto para construir «un nuevo Mónaco» a orillas del Adriático. Gran parte de los antiguos terrenos militares se han vendido a inversores, entre ellos los hijos del presidente azerbaiyano Ilham Aliyev y el multimillonario egipcio Samih Sawiris, que están construyendo un complejo de lujo y residencias. Las redes criminales también han aprovechado el frenético desarrollo de las actividades turísticas y han invertido en proyectos de hoteles, casinos y parques de ocio. El Hotel Splendid, la más emblemática de estas construcciones, acogió las fastuosas bodas de los hijos del «padrino» más poderoso de Montenegro, Branislav Mićunović, en presencia de las élites del país.

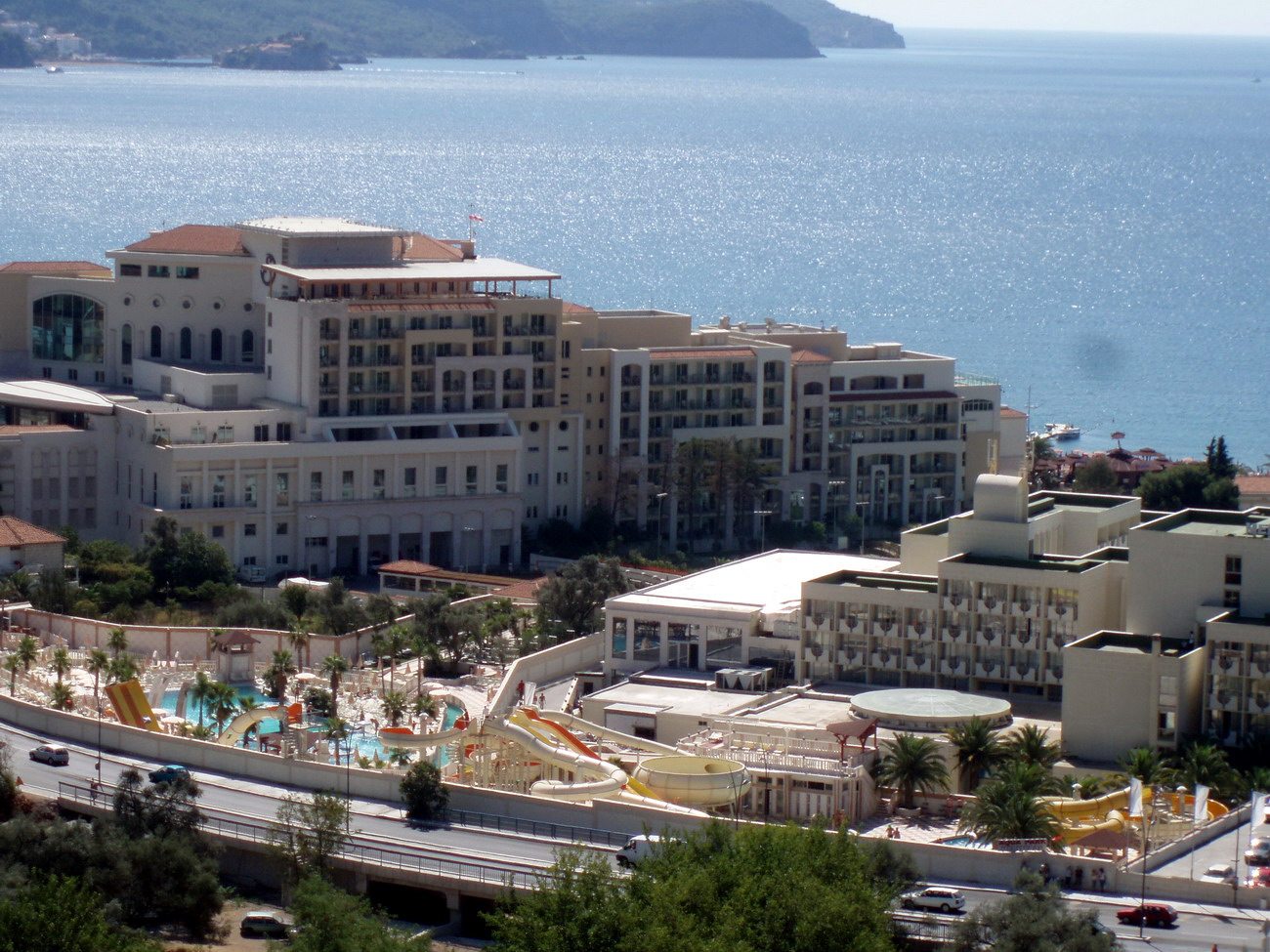
Un hotel en Bečići

Según los críticos la privatizaciones han fomentado la corrupción y han enriquecido a los allegados al gobierno. Así, según Milka Tadić Mijović, presidenta del Centro de Investigación Periodística, «los de arriba se llevan la mayor parte de la corrupción. En los últimos treinta años, la mayoría de las empresas estatales han sido privatizadas de forma encubierta. Ðukanović y su familia se han convertido en las personas más ricas del país. Su hermano Aleksandar, que estaba en paro, controla el capital de la mayor entidad financiera de Montenegro, el Prva Banka. Su hermana Ana, que fue juez durante las privatizaciones, posee uno de los mayores bufetes de abogados. Un inversor extranjero que no quiera tener problemas hará bien en utilizar los servicios de esta empresa».
Esta política también habría contribuido a reforzar las disparidades regionales y las desigualdades sociales. La tasa de desempleo se eleva al 36,6 % en el norte del país, frente al 3,9 % en la región costera, mientras que una cuarta parte de la población vive por debajo del umbral de la pobreza (2018).
Según el Índice mundial de innovación, a cargo de la Organización Mundial de la Propiedad Intelectual, en 2024, Montenegro se ubicó en lugar 65 en innovación entre 133 países del mundo; mientras que en 2023 ocupó el lugar 75 y el lugar 60 en 2022.

### Turismo

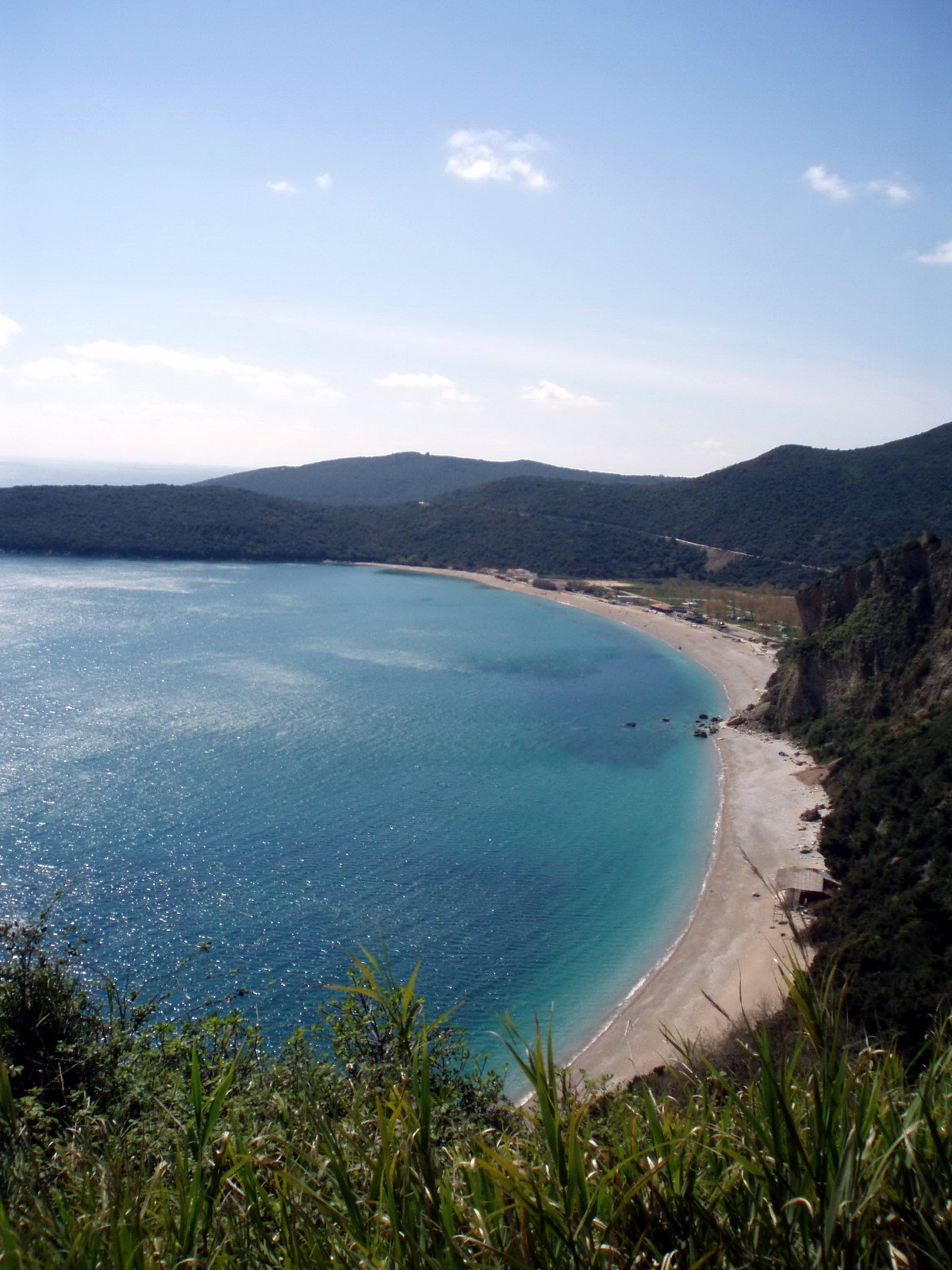
Montañas a un lado de la playa Jaz en el municipio de Budva

Durante la década de 2000, el turismo fue uno de los sectores económicos de mayor crecimiento, y poco a poco el país se ha ido consolidando como uno de los principales puntos turísticos de la región. La costa montenegrina del Adriático mide 293,5 km de largo, y cuenta con 72 km de playas y muchos pueblos antiguos bien conservados. National Geographic Traveler (una publicación editada una vez cada década) incluyó a Montenegro entre los «50 lugares para visitar antes de morir», y para la portada se utilizó una postal de la costa de Sveti Stefan. La región costera de Montenegro es considerada uno de los grandes «descubrimientos» recientes en el turismo mundial. En enero de 2010, The New York Times colocó la Región sur de la Costa de Ulcinj (donde se ubica Velika Plaža, Ada Bojana y el Hotel Mediteran de Ulcinj) entre los «Mejores 31 lugares para visitar en 2010», una lista que incluyó muchos destinos del turismo internacional. Montenegro también se incluyó en los «10 sitios más populares de 2009» para visitar según Yahoo Travel, quien lo describió como «el segundo mercado turístico de más rápida expansión en el mundo (justo detrás de China)».

### Moneda
Montenegro utiliza el euro como medio de pago. El país no tiene moneda propia desde el final de la existencia del Reino de Montenegro y su incorporación a Yugoslavia en 1918.
Antes de la introducción del euro en 2002, el marco alemán había sido la moneda de facto en todas las transacciones privadas y comerciales desde la rápida devaluación del dinar yugoslavo en la década de 1990, mientras que el dinar siguió utilizándose de iure hasta 2003. Cuando se introdujo el euro, Montenegro empezó a utilizarlo como moneda. El Banco Central Europeo (BCE) no se opuso inicialmente a esta medida.
Sin embargo, desde entonces, la Comisión Europea y el BCE han expresado su descontento con el uso unilateral del euro por parte de Montenegro. Ya en 2007, el portavoz de la Comisión Europea expresó lo siguiente «Las condiciones para entrar en el euro son claras. Es decir, un país debe ser al menos primero miembro de la UE» Un anexo del Acuerdo de Estabilización y Asociación con la UE afirma que «la adopción unilateral del euro no era compatible con el Tratado».
La UE insiste en el estricto cumplimiento de los criterios de convergencia (y, por ejemplo, la pertenencia al Mecanismo de Tipos de Cambio II durante al menos dos años), que no son negociables antes de la introducción del euro. Sin embargo, la UE tampoco ha intervenido en el uso unilateral del euro por parte de Montenegro, aunque sí ha expresado su preocupación por la deuda pública de Montenegro, que ascendía al 57 % del producto interior bruto en 2011.
Funcionarios del Banco Central de Montenegro han indicado en varias ocasiones que las instituciones europeas están presionando para que se cumplan las normas del MTCII, especialmente porque Montenegro está en proceso de convertirse en miembro de la UE Nikola Fabris, economista jefe del Banco Central de Montenegro, subrayó que la situación era muy diferente cuando Montenegro adoptó el euro unilateralmente. Otros Estados, como Bosnia y Herzegovina, que pensaban adoptar el euro unilateralmente se enfrentarían así a sanciones de la UE, y su solicitud de adhesión se detendría si seguían adelante con ella.
El 17 de diciembre de 2010, Montenegro obtuvo el estatus de candidato a la adhesión a la UE. Se espera que esta cuestión pueda resolverse mediante negociaciones. El BCE ha expresado que las implicaciones de la adopción unilateral del euro se abordarían a más tardar en las posibles negociaciones de adhesión a la UE. Los diplomáticos sugieren que es poco probable que Montenegro se vea obligado a abandonar el euro como medio de pago. Radoje Žugić, Ministro de Finanzas de Montenegro, comentó que «sería económicamente irracional volver a tener su propia moneda, solo para ser readmitido en el euro más tarde». En cambio, espera que se permita a Montenegro mantener el euro, y prometió «que el gobierno de Montenegro cumplirá algunas condiciones importantes para mantener el euro: como el cumplimiento de las normas fiscales».

Montenegro, que es miembro de facto pero no «oficialmente» de la zona del euro, no está autorizado a acuñar monedas en euros con un diseño específico para el país.

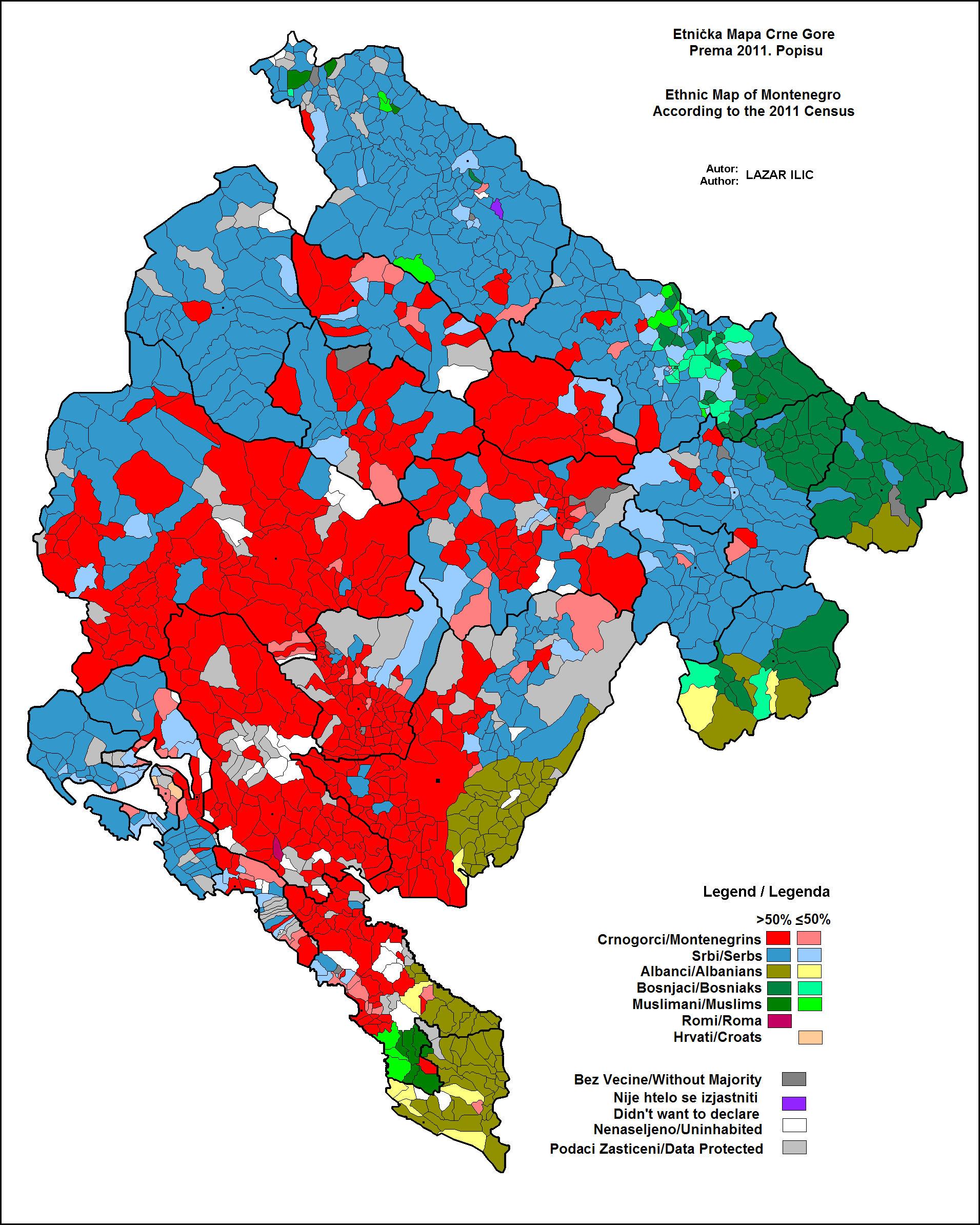
Mapa étnico de Montenegro, según el censo del año 2011.

## Demografía
Montenegro tiene una población de 620 029 habitantes según el último censo, realizado el año 2011, correspondientes a una densidad poblacional de 44,7 hab/km². La composición étnica del país es, al igual que en la mayoría de las antiguas repúblicas yugoslavas, compleja y de gran importancia para el desarrollo del país. El grupo predominante es el de los montenegrinos, principalmente en las zonas centrales del territorio seguidos por los serbios, ubicados en la zona septentrional del país. Sin embargo, es difícil determinar una división clara entre ambas etnias, debido a una homologación entre ellas producida durante los años de unión entre ambas naciones. Muchos montenegrinos y serbios pueden considerarse como miembros de ambos grupos étnicos, pero por otro lado existen grupos nacionalistas que reivindican sus identidades propias y la diferenciación entre ambas. Algunos otros grupos como bosnios y albaneses se ubican en la zona nororiental y sudoriental, respectivamente.

### Idiomas
El idioma oficial del país es el montenegrino, reconocido tras la aprobación de la Constitución montenegrina de 2007. El montenegrino es una forma estandarizada del shtokaviano, un dialecto serbocroata. Anteriormente fue utilizada la nomenclatura serbio, y antes de 1992 la de serbocroata. En el último censo, el 42,88 % de la población afirmó tener al serbio como lengua materna, mientras solo el 36,97 % se refirió al montenegrino. En el censo 2003 el porcentaje que se refirió a su lengua como serbio fue del 63,5 % de la población, mientras solo el 22 % lo hizo como montenegrino.
Actualmente existen unos 500/1000 italianos en la costa de Montenegro, descendientes de la población de lengua veneciana de la antigua Albania veneciana, un dominio (en la costa de Montenegro) de la República de Venecia durante los siglos del Renacimiento.
El idioma italiano es estudiado y ampliamente conocido en la costa y áreas urbanas del país, por las profundas relaciones entre Montenegro e Italia.

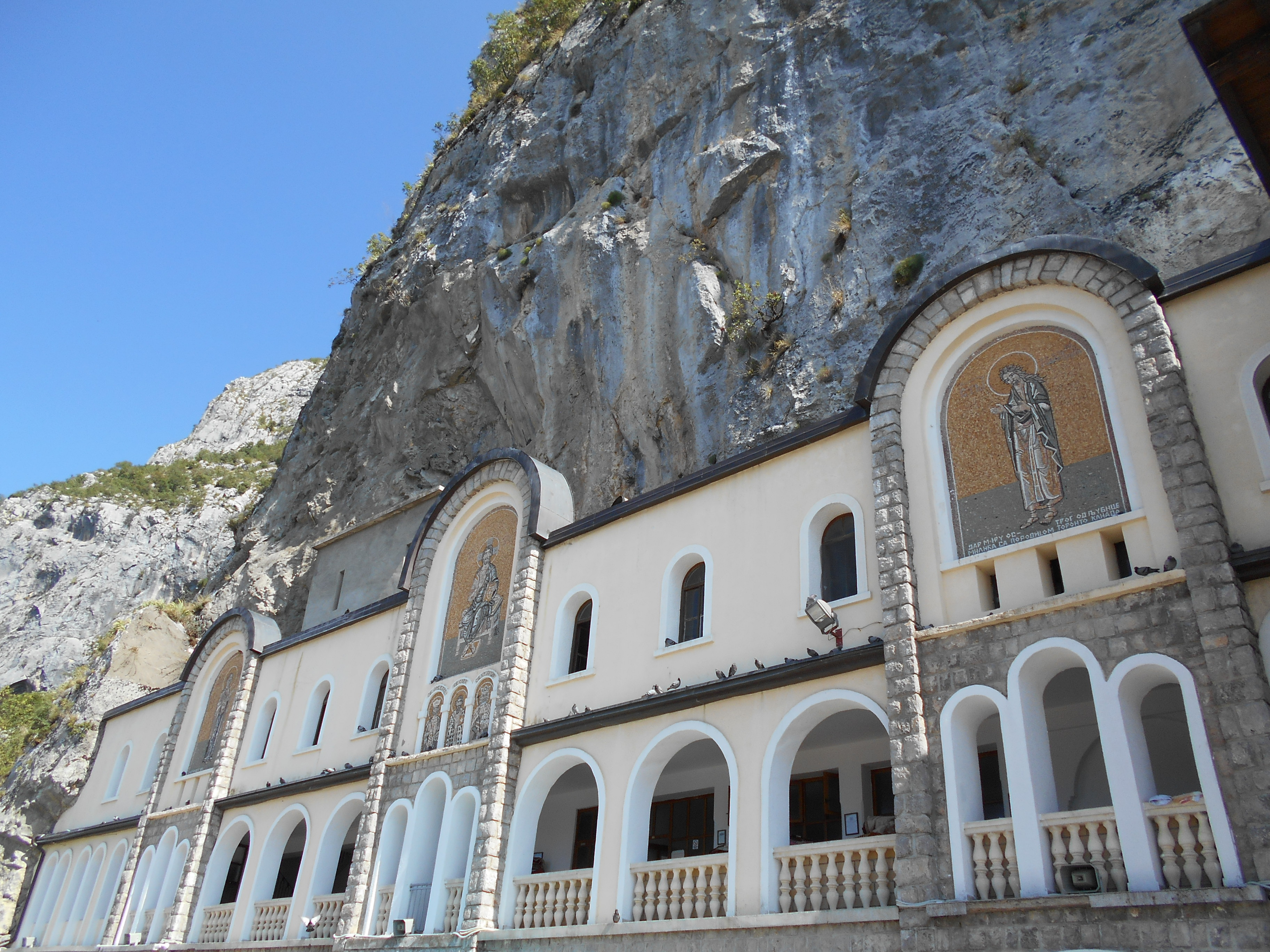
Monasterio de Ostrog, uno de los principales centros de peregrinación de Montenegro.

### Religión
Según el censo de 2011, el 72,07 % de los habitantes de Montenegro pertenecen a la Iglesia ortodoxa, cuyos adeptos se dividen entre la Iglesia ortodoxa serbia en su gran mayoría y una pequeña minoría pertenece a la Iglesia ortodoxa montenegrina creada en 1993, cuya iglesia no es reconocida canónicamente. El 19,11 % de la población del país afirma pertenecer al islam, los cuales corresponden principalmente a albaneses, bosnios y al grupo de eslavos musulmanes. En tanto, la fe católica es seguida por el 3,44 %, siendo más practicada en las zonas costeras como Kotor, por grupos de etnia croata y veneciana. Los no religiosos suponen el 1,31 % de los censados, mientras que el 2,61 % no se declara al respecto. Otros grupos minoritarios censados son cristianos de diversa denominación y budistas.
La Iglesia católica aunque solo cubre este territorio, no es una iglesia nacional sujeta a la jurisdicción nacional, sino que es una unión de comunidades locales, reunidas en dos diócesis: una diócesis, la de Kotor, sufragánea de la archidiócesis de Split-Makarska, en Croacia; una archidiócesis no metropolitana, la Archidiócesis de Bar, inmediatamente sujeta a la jurisdicción universal del papa, obispo de Roma.
En estrecha comunión con la Santa Sede, los obispos de las diócesis montenegrinas son miembros de un órgano consultivo, la Conferencia Episcopal Internacional de los Santos Cirilo y Metodio. En Montenegro, la Iglesia católica es la tercera comunidad religiosa más importante (3,44 %) después de los musulmanes (19,1 %).

### Educación
La educación en Montenegro está regulada por el Ministerio montenegrino de Educación y Ciencia.
La educación comienza en cualquiera de los centros preescolares y escuelas primarias. Los niños se inscriben en las escuelas primarias (en montenegrino: Osnovna škola) a la edad de 6; hasta los 9 años. Los estudiantes pueden continuar su educación secundaria (Montenegrino: Srednja škola), que dura cuatro años (tres años para las escuelas de comercio) y termina con la graduación (Montenegrino: Matura). La enseñanza superior termina con una primera titulación dependiendo de la carrera después de entre 3 y 6 años. Hay una universidad pública (La Universidad de Montenegro) y dos privadas (Universidad del Mediterráneo y la UDG).

## Infraestructura

### Transporte

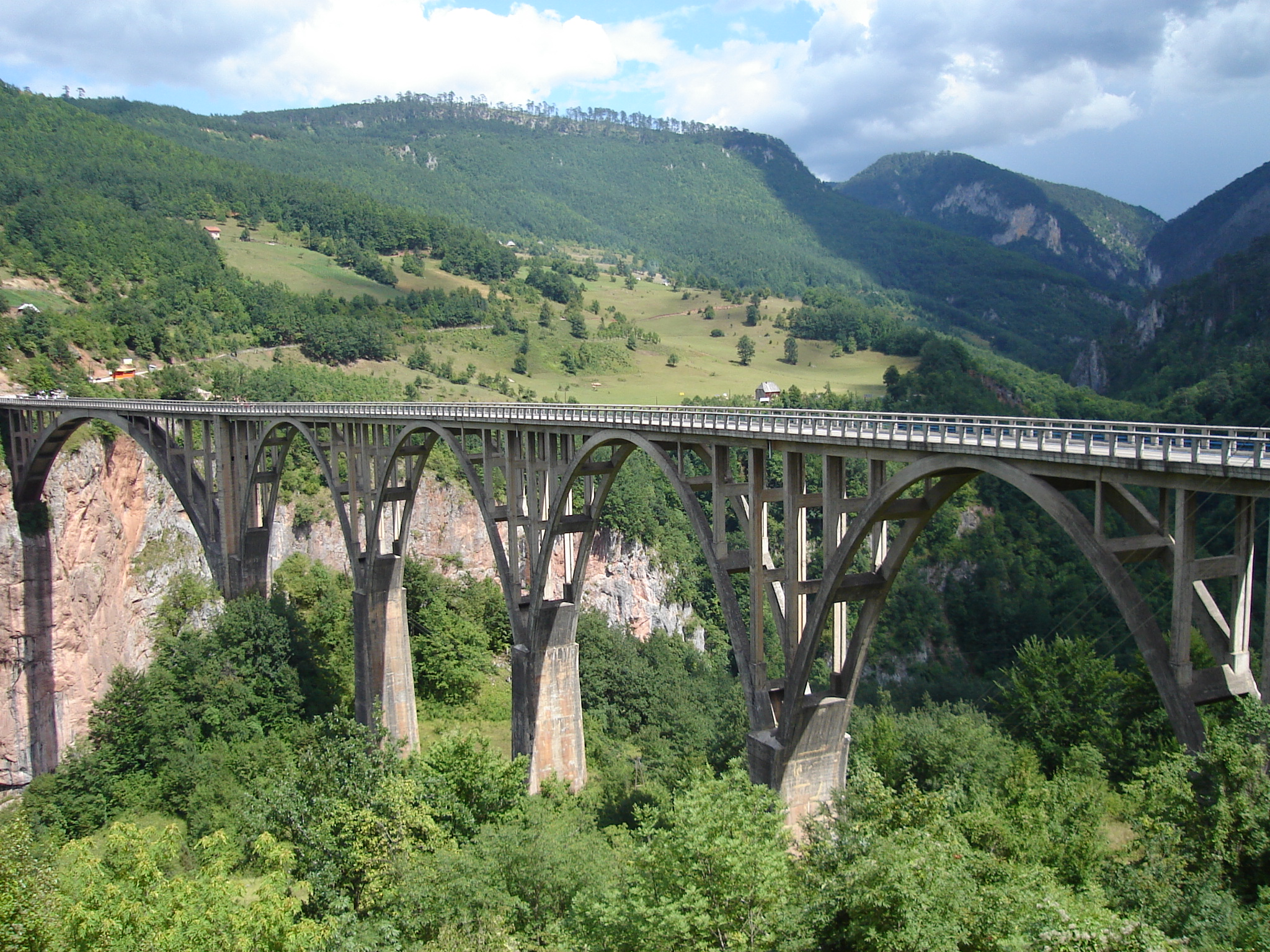
Puente de Đurđevića Tara sobre el río Tara en la autopista M-6

La infraestructura viaria montenegrina aún no alcanza los niveles de Europa Occidental. A pesar de contar con una extensa red de carreteras, no se han construido carreteras que cumplan los estándares de las autopistas. La construcción de nuevas autopistas se considera una prioridad nacional, ya que son importantes para el desarrollo económico regional uniforme y el desarrollo de Montenegro como destino turístico atractivo.
Las actuales rutas europeas que pasan por Montenegro son la E65 y la E80.
La espina dorsal de la red ferroviaria montenegrina es el ferrocarril Belgrado-Bar, que proporciona conexión internacional hacia Serbia. Existe un ramal nacional, el ferrocarril Nikšić-Podgorica, que durante décadas funcionó como línea exclusiva de mercancías, y que ahora también está abierto al tráfico de pasajeros tras las obras de reconstrucción y electrificación de 2012. El otro ramal desde Podgorica hacia la frontera con Albania, el ferrocarril Podgorica-Shkodër, no está en uso.
Montenegro cuenta con dos aeropuertos internacionales, el de Podgorica y el de Tivat.
El puerto de Bar es el principal puerto marítimo de Montenegro. Construido inicialmente en 1906, el puerto quedó casi completamente destruido durante la Segunda Guerra Mundial, y su reconstrucción comenzó en 1950. Hoy está equipado para manejar más de 5 millones de toneladas de carga al año, aunque la desintegración de la antigua Yugoslavia y el tamaño del sector industrial montenegrino han hecho que el puerto funcione con pérdidas y muy por debajo de su capacidad durante varios años. Se espera que la reconstrucción de la vía férrea Belgrado-Bar y el proyecto de autopista Belgrado-Bar hagan que el puerto recupere su capacidad. Mientras tanto, Montenegro cuenta con una única autopista, la autopista A1, siendo el primer tramo, de 41 kilómetros, inaugurado en 2022.

#### Ferrocarriles

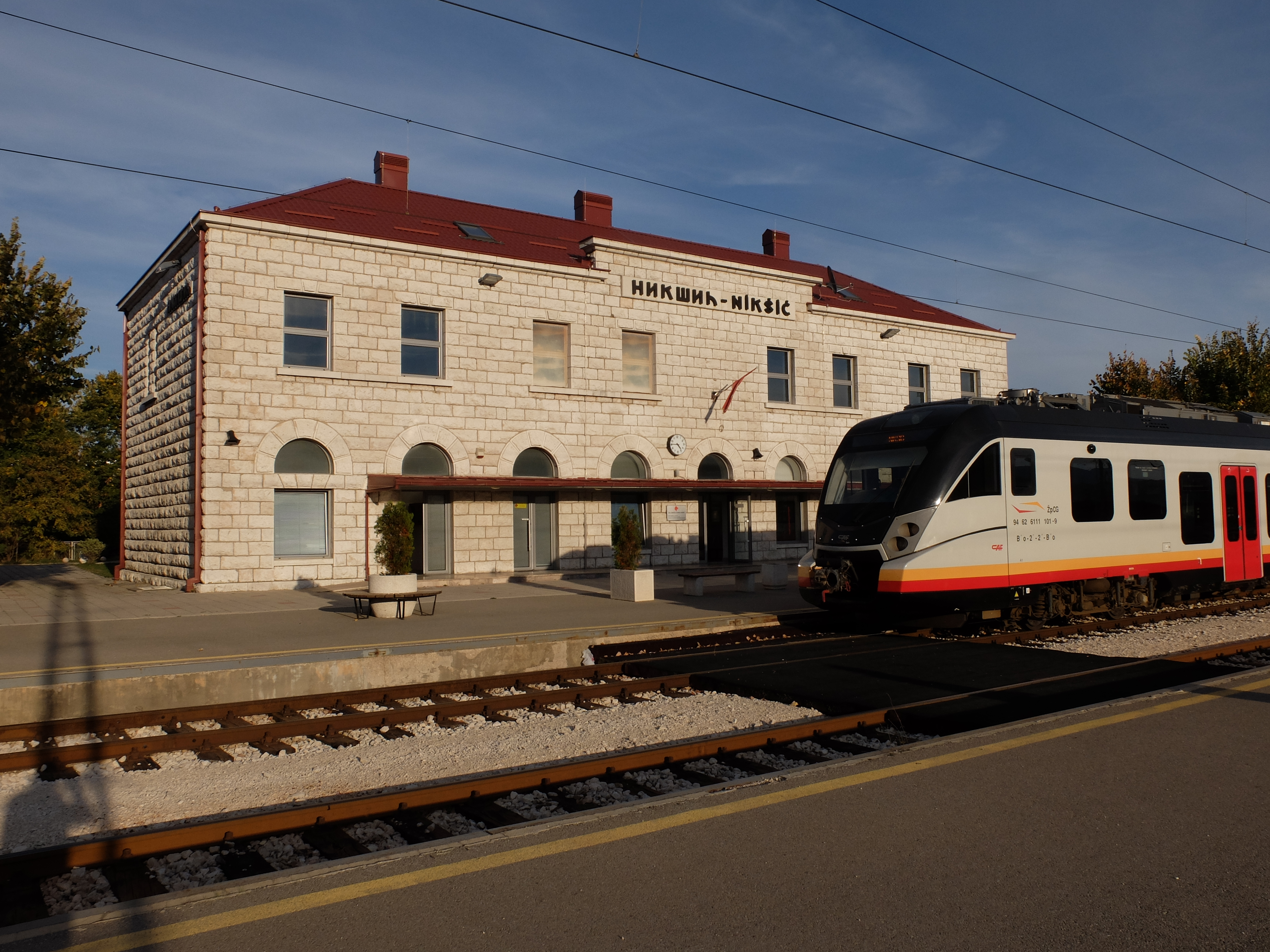
La estación ferroviaria de Nikšić

Toda la red ferroviaria montenegrina tiene 250 km, de los cuales 224 km están electrificados a 25 kV, 50 Hz AC. El ancho de todas las vías es de 1435 mm, el ancho estándar. Hay 121 túneles que cubren 58 km de vía, así como 120 puentes y 9 galerías. La red consta de tres líneas que convergen en Podgorica.
La línea Belgrado-Bar es la columna vertebral de la red. Inaugurada en 1979, esta línea es una proeza de ingeniería con numerosos puentes y túneles, entre ellos el viaducto Mala-Rijeka (el viaducto ferroviario más alto del mundo) y el túnel Sozina (de 6,2 km de longitud). Un tercio de la parte montenegrina de esta línea está en un túnel o en un viaducto. A partir de los años 90, la financiación asignada a esta línea se volvió insuficiente, lo que provocó su deterioro. Esta situación culminó en 2006 con el accidente ferroviario de Bioče, en el que murieron 47 personas. Desde el descarrilamiento, se han realizado esfuerzos para mejorar la línea y el tramo norte ya ha sido renovado.

La línea Nikšić-Podgorica (56,6 km de longitud) se construyó en 1947 con un ancho de vía de 760 mm. En 1965, se pasó al ancho de vía estándar. A partir de 1992, la línea se utilizó únicamente para el transporte de mercancías, incluido el transporte de bauxita desde la mina de Nikšić hasta la planta de aluminio de Podgorica. La velocidad máxima se redujo entonces a 30 km/h. La línea fue renovada y electrificada entre 2006 y 2012, lo que permitió reintroducir el transporte de pasajeros a finales de 2012. Las velocidades máximas están ahora entre 75 y 100 km/h.

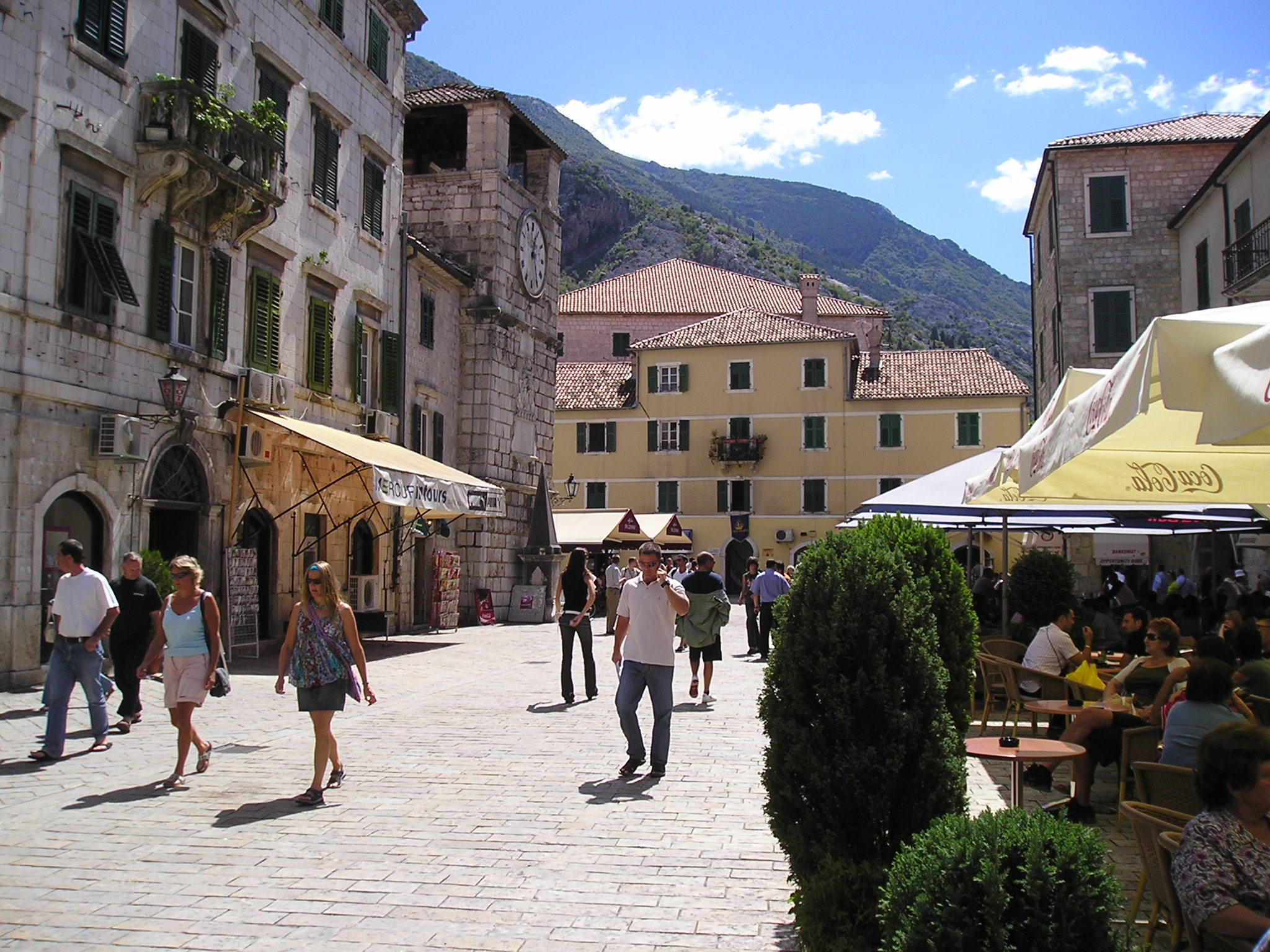
Ciudad de Kotor (antigua Cátaro), Patrimonio de la Humanidad.

La línea Podgorica-Shkoder, que se extiende hasta Tirana, se construyó en 1985. Desde su apertura se ha utilizado únicamente para el transporte de mercancías. Partes de la línea en Albania fueron destruidas en 1997, pero la conexión se restableció en 2002. Está previsto renovar la línea y abrirla al tráfico de pasajeros en Montenegro y Albania.

## Cultura
A causa de su ubicación geográfica, la cultura de Montenegro se ha moldeado gracias a diversas influencias en el transcurso de su historia, siendo las más importantes las de origen serbio, ortodoxo, eslavo, centroeuropeo y adriático.
Existen muchos lugares de gran importancia histórica y cultural en Montenegro, incluyendo sitios de los períodos prerrománico, gótico y barroco. La zona costera de Montenegro es bastante conocida por sus diversos monumentos religiosos católicos, mientras en la zona interior la arquitectura y el arte religioso reflejan la influencia bizantina.

La danza tradicional es el oro que consiste en diversos bailarines que conforman un círculo al abrazarse de los hombros mientras uno o dos bailarines en solitario danzan al centro al ritmo de los tambores. La literatura en tanto se remonta a más de diez siglos atrás y ya en 1494 fue establecida la primera imprenta estatal en Cetiña de donde surgió el primer libro sudeslavo que fue impreso: el Oktoih. A esto se suman diversos manuscritos del siglo XIII guardados en monasterios.

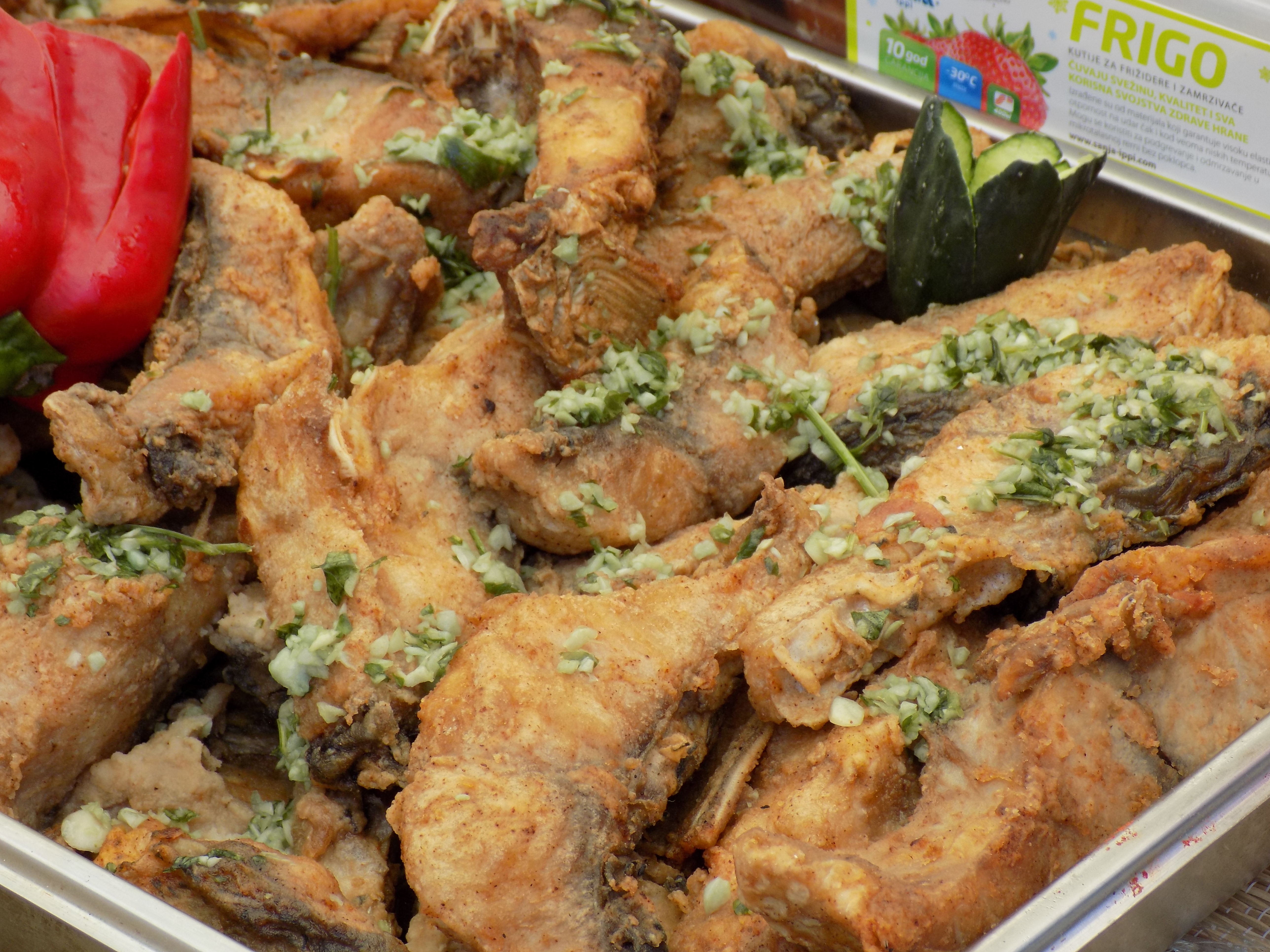
Preparación de la carpa en el Festival del Día de la Carpa en Plavnica

### Gastronomía
La cocina montenegrina es el resultado de la larga historia de Montenegro. Es una variación de influencias mediterráneas y asiáticas, principalmente de Italia, Turquía, el Imperio Bizantino/Grecia y Hungría. La cocina montenegrina también varía geográficamente; la cocina de la zona costera difiere de la de la región montañosa del norte. La zona costera es tradicionalmente representativa de la cocina mediterránea, con el marisco como plato habitual, mientras que el norte representa más la influencia asiática.

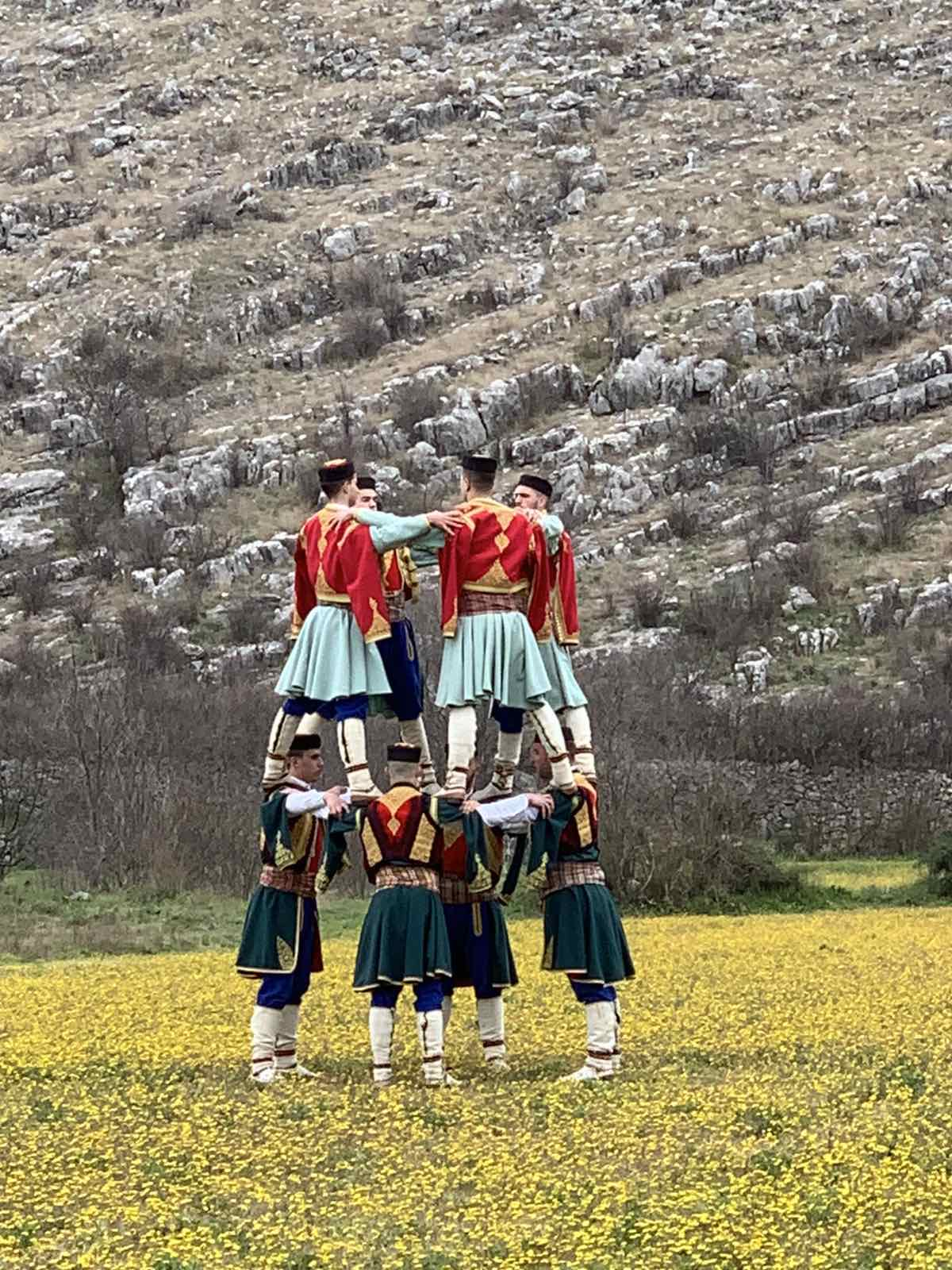
Danza tradicional de Montenegro llamada

La primera gran influencia vino de Levante y Turquía, en gran parte a través de Serbia: sarma, musaka, pilav, pita, gibanica, burek, ćevapi, kebab, đuveč, y dulces turcos como baklava y tulumba.
La cocina húngara influye en los guisos y los sataraš.
La cocina centroeuropea se manifiesta en la prevalencia de crepes, donas, mermeladas, muchos tipos de galletas y pasteles, y varios tipos de panes.
La cocina montenegrina también varía geográficamente; la cocina de la zona costera difiere de la de la región montañosa del norte. La zona costera es tradicionalmente representativa de la cocina mediterránea, siendo el marisco un plato habitual. Los platos tradicionales de la costa adriática de Montenegro, a diferencia de su centro, tienen también una influencia claramente italiana.

### Música
La música de Montenegro representa una mezcla de la tradición musical única del país y las influencias musicales occidentales. La música de Montenegro ha sido relativamente ignorada, especialmente en comparación con su literatura y sus artes visuales. Sin embargo, el siglo XX produjo varios compositores e intérpretes destacados. Los liceos musicales especializados de Kotor y Titograd fueron los pilares de la enseñanza de la música clásica; este último fue elevado al rango de Academia en la última década del siglo XX. Se presta especial atención a la música coral y de cámara. Además, la televisión nacional de Podgorica mantiene una orquesta profesional.
En los siglos X y XI, un compositor de cantos religiosos (Jovan de Duklja) fue el compositor más antiguo conocido de la costa adriática. A finales del siglo XII se elaboró una escritura, ahora llamada Ljetopis Popa Dukljanina, que describía el uso secular de los instrumentos musicales. Se han conservado siete liturgias del siglo XV, escritas por un editor veneciano, L.A. Giunta, en un monasterio de Santa Clara en Kotor. En esos siglos se introdujo en la costa de Montenegro (entonces llamada Albania Veneta) la música típica «a la veneciana».

El desarrollo de la música religiosa se inició en el siglo XIX, cuando se abrió una academia de canto católico en Kotor. Además, hasta el renacimiento musical del siglo XX, la música montenegrina se basaba principalmente en el sencillo instrumento tradicional, la gusle.

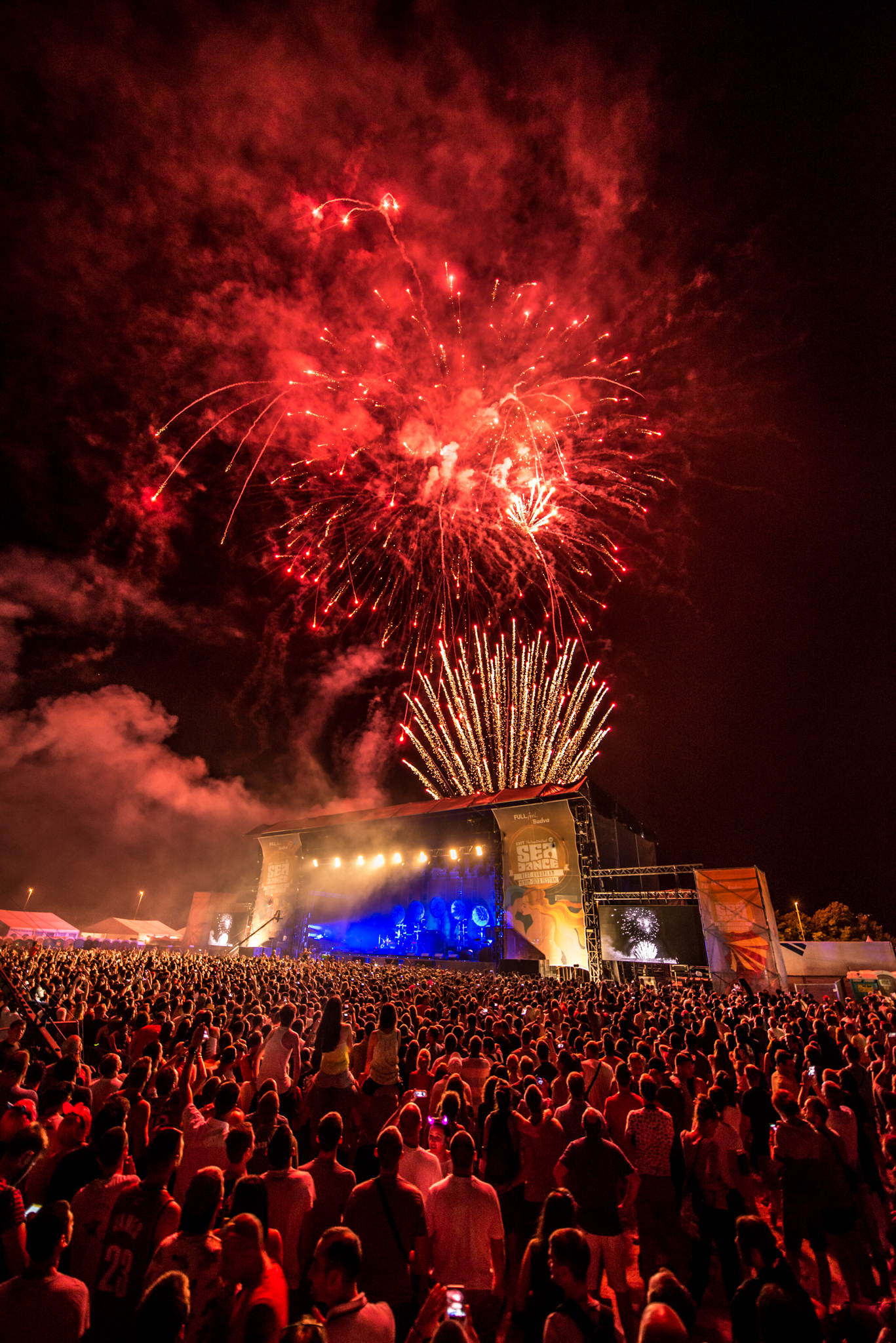
El festival musical Sea Dance en 2015

La sociedad de canto más antigua, llamada «Jedinstvo», se formó en Kotor en 1839. En 1870, en Cetiña, comenzó a formarse la primera música del ejército montenegrino, aunque no fueron muchos los que se presentaron a la orquesta, porque ser soldado estaba mucho más valorado en la sociedad montenegrina que ser músico. Muchos estudiosos creen que la mayor contribución a la música montenegrina fue la del compositor italiano que pasó la mayor parte de su vida en estas tierras: Dionisio de Sarno San Giorgio.
Con su «Emperatriz de los Balcanes», inspirada en la obra del rey Nikola, obtuvo todos los elogios de la crítica italiana de la segunda mitad del siglo XIX. La primera escuela de música de Montenegro se fundó en 1934 en Cetiña.

### Cine
Teniendo en cuenta su población de alrededor de 600 000 personas, Montenegro ha producido una serie de destacados directores y actores de cine, incluyendo Dušan Vukotić, el primer ganador del Oscar yugoslavo (para la categoría de cortometraje de animación en 1961), Veljko Bulajić, y Živko Nikolić, otros notables directores y cineastas montenegrinos incluyen: Krsto Papić, Branko Baletić, Velimir Stojanović, Zdravko Velimirović, Bane Bastać, Predrag Golubović, Krsto Škanata, Milo Đukanović, y cineastas en perspectiva de nueva generación Ivan Salatić, Gojko Berkuljan, Marija Perović, Nikola Vukčević, Željko Sošić e Ivona Juka.
En 2013, la película montenegrina [./Https://en.wikipedia.org/wiki/Ace_of_Spades:_Bad_Destiny#cite_note-86th-3 As pik - loša sudbina] se convirtió en la primera película del país en presentarse al Oscar a la mejor película de habla no inglesa.
Entre los actores más famosos de Montenegro se encuentran Milutin Karadžić, Mladen Nelević, Milorad Janketić, Žarko Laušević, Miodrag Krivokapić, Branimir Popović, Dejan Čukić, Andrija Milošević, Petar Strugar y Momčilo Otašević.

### Teatro

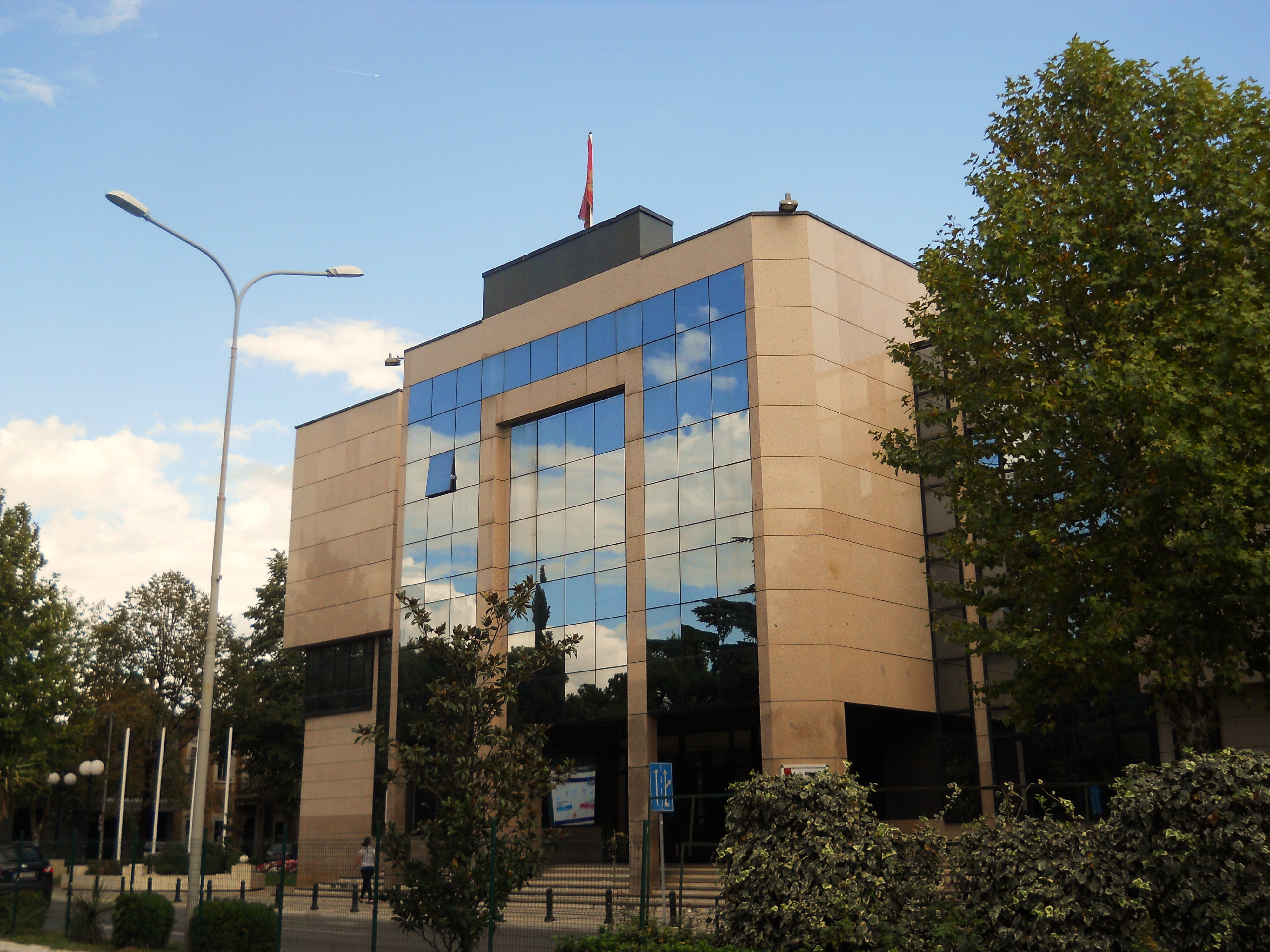
Teatro Nacional de Montenegro

Entre los teatros más destacados se encuentran el Teatro Nacional Montenegrino de Podgorica, el Teatro de Nikšić de Nikšić y el Teatro de la Ciudad de Podgorica. El Teatro Nacional Montenegrino es el único teatro profesional y, junto con la Facultad de Arte Dramático, situada en Cetiña, es responsable de la mayor parte de la producción teatral del país. Durante los meses de verano, el teatro de la ciudad de Budva se convierte en el escenario de artistas procedentes de todos los rincones de la antigua Yugoslavia y del mundo.
Muchos estudiosos creen que la mayor contribución a la música montenegrina en el teatro fue la del compositor italiano que pasó la mayor parte de su vida en estas zonas: entre ellos Dionisio de Sarno San Giorgio. Con su «Emperatriz de los Balcanes» -inspirada en la obra del rey Nikola- obtuvo todos los elogios de la crítica italiana de la segunda mitad del siglo XIX.

### Literatura
Aunque hay obras escritas hace al menos 800 años (como la Crónica del Sacerdote de Duklja), los representantes más importantes son escritores que vivieron en los siglos XIX y XX y escribieron principalmente en serbio. Las primeras obras literarias escritas en la región tienen diez siglos de antigüedad, y el primer libro montenegrino se imprimió hace quinientos años.
En el Cattaro veneciano (actual Kotor) hubo un grupo de escritores y poetas que introdujeron la cultura renacentista en el Montenegro costero, escribiendo en latín e italiano: Ludovico Pasquali, Giovanni Bona de Boliris, Giovanni Polizza, Giorgio Bisanti, Girolamo Pima, Timoteo Cisilla, Giovanni Crussala, Giuseppe Bronza y Girolamo Panizzola.

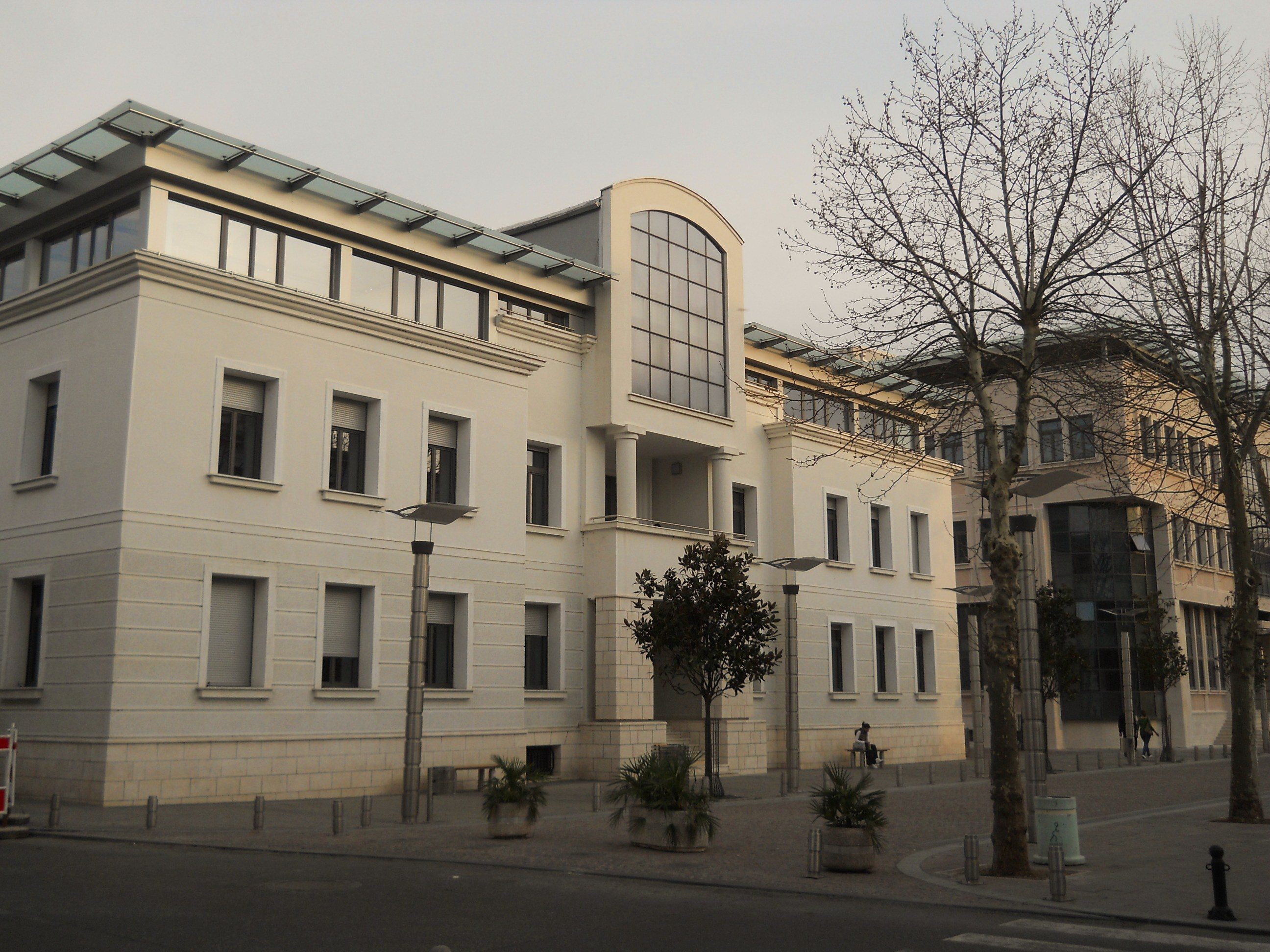
Biblioteca pública Radosav Ljumović

La primera imprenta estatal (Imprenta de Crnojevići) se ubicó en Cetiña en 1494, donde ese mismo año se imprimió el primer libro eslavo del sur (Oktoih). En los monasterios montenegrinos se conservan numerosos manuscritos medievales que datan del siglo XIII. Sobre el sustrato de la poesía épica folclórica tradicional, autores como Petar II Petrović Njegoš han creado su propia expresión. Su epopeya Gorski Vijenac (La corona de la montaña), escrita en lengua vernácula serbia, presenta el punto central de la cultura serbia montenegrina.

### Medios de comunicación
La Constitución de Montenegro garantiza la libertad de expresión. Como país en transición, el sistema de medios de comunicación de Montenegro está en transformación.
La primera emisora de radio de los Balcanes y del sureste de Europa se estableció en Montenegro con la apertura de una transmisora situada en la colina de Volujica, cerca de Bar, por Knjaz Nikola I Petrović-Njegoš el 3 de agosto de 1904. Radio Cetinje inició sus emisiones el 27 de noviembre de 1944 y en 1949 se creó Radio Titograd. En 1990 cambió su nombre por el de Radio Crna Gora.
En 1957 se colocó la primera antena de televisión en el monte Lovćen. Podía recibir imágenes de Italia. La RTV Titograd se creó en 1963 para producir programas de televisión originales y más tarde se convirtió en RTCG. La primera emisión de la TVCG en Belgrado fue un programa de noticias en 1964.
El organismo público de radiodifusión de Montenegro es la Radio y Televisión de Montenegro (RTCG/РТЦГ), de propiedad estatal, que comprende Radio Montenegro y Televisión de Montenegro. RTCG es miembro de pleno derecho de la Unión Europea de Radiodifusión desde la independencia del país en 2006. RTCG está regulada por la Ley de Servicios Públicos de Radiodifusión, que le obliga a servir a los intereses de todos los ciudadanos de Montenegro, independientemente de su afiliación política, religiosa, cultural, racial o de género.

En Montenegro hay cuatro emisoras de televisión públicas y unas veinte privadas, así como un canal de televisión por satélite. Otros canales de televisión privados cubren principalmente las principales ciudades de Montenegro.

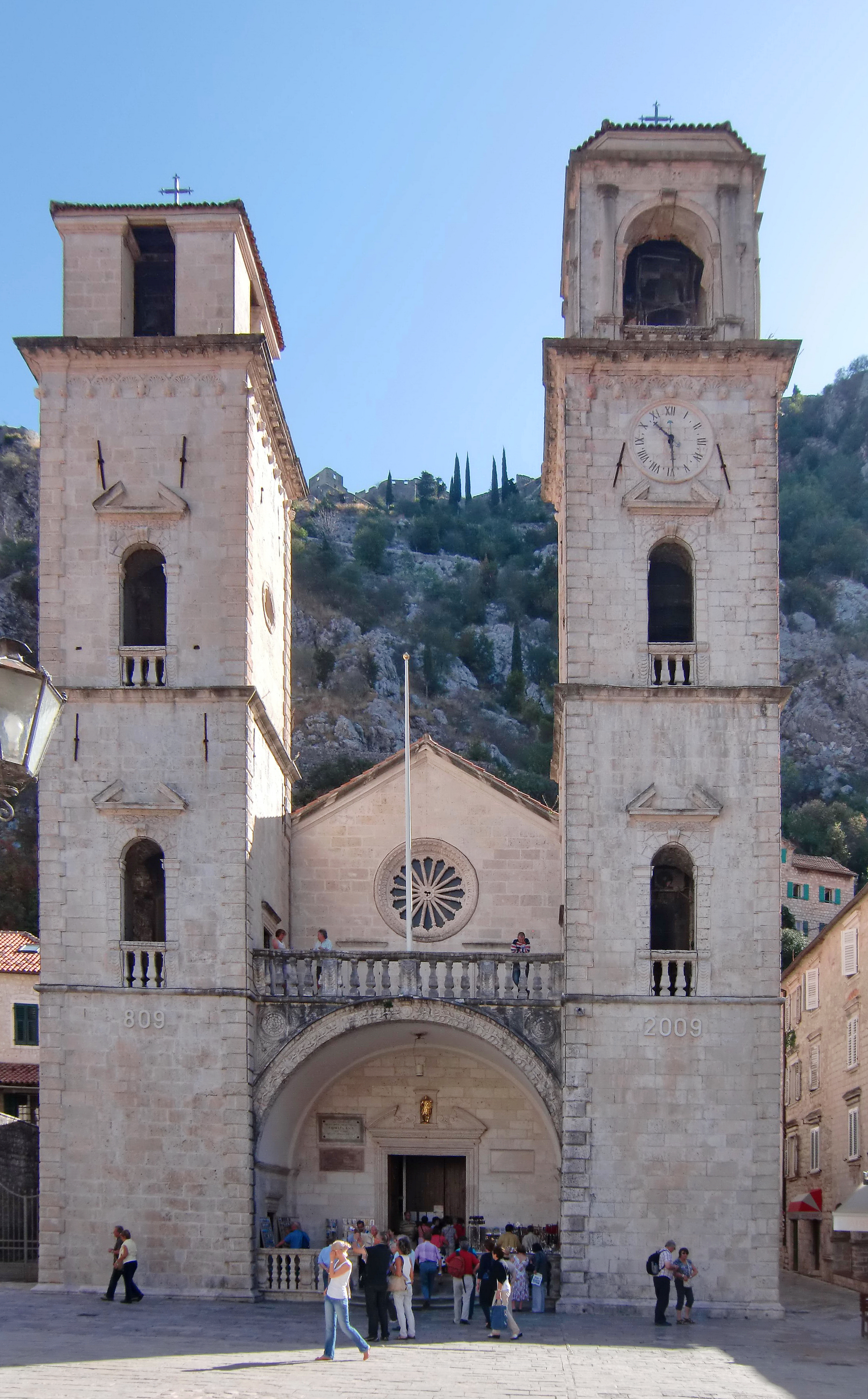
Catedral de San Trifón en Kotor

La prensa escrita de Montenegro utiliza tanto el alfabeto latino como el cirílico, y las lenguas serbia y montenegrina (ambas muy similares). Los diarios de Montenegro son Blic Montenegro (en serbio latino), Dnevne Novine (en montenegrino latino), Dan (en serbio cirílico), Pobjeda (en montenegrino latino) y Vijesti (en montenegrino latino). Entre las publicaciones periódicas se encuentran Monitor (semanal en montenegrino latino) y Magazin BIT (mensual en montenegrino latino). Los periódicos locales y minoritarios son Pljevaljske Novine (Pljevlja) y Koha Javore (Podgorica, en albanés). PCnen (Prve crnogorske elektronske novine) es el principal medio de comunicación en Internet. La agencia de noticias montenegrina es la Montenegrin News Agency (MINA).

### Arquitectura
La arquitectura de Montenegro es una mezcla de muchas influencias, desde la romana y la veneciana hasta la otomana y la moderna.
Montenegro cuenta con un gran número de lugares de interés cultural e histórico, entre los que se encuentran sitios patrimoniales de los periodos prerrománico, gótico y barroco.
La región costera montenegrina es especialmente conocida por sus monumentos religiosos, como la catedral de San Trifón, la basílica de San Lucas (más de 800 años), Nuestra Señora de la Roca (Škrpjela), el monasterio de la Savina, el monasterio de Cetiña y otros.
Esta zona, a veces llamada el Montenegro veneciano, está repleta de arquitectura veneciana, principalmente en Cattaro (Kotor) y Perasto (Perast): la antigua ciudad de Cattaro está incluida en la lista del Patrimonio Mundial de la UNESCO.
La influencia bizantina en la arquitectura y en las obras de arte religiosas es especialmente evidente en el interior del país.
La mayor parte de la arquitectura de Montenegro es bizantina, latina o veneciana (gótica, románica, barroca) y otomana.

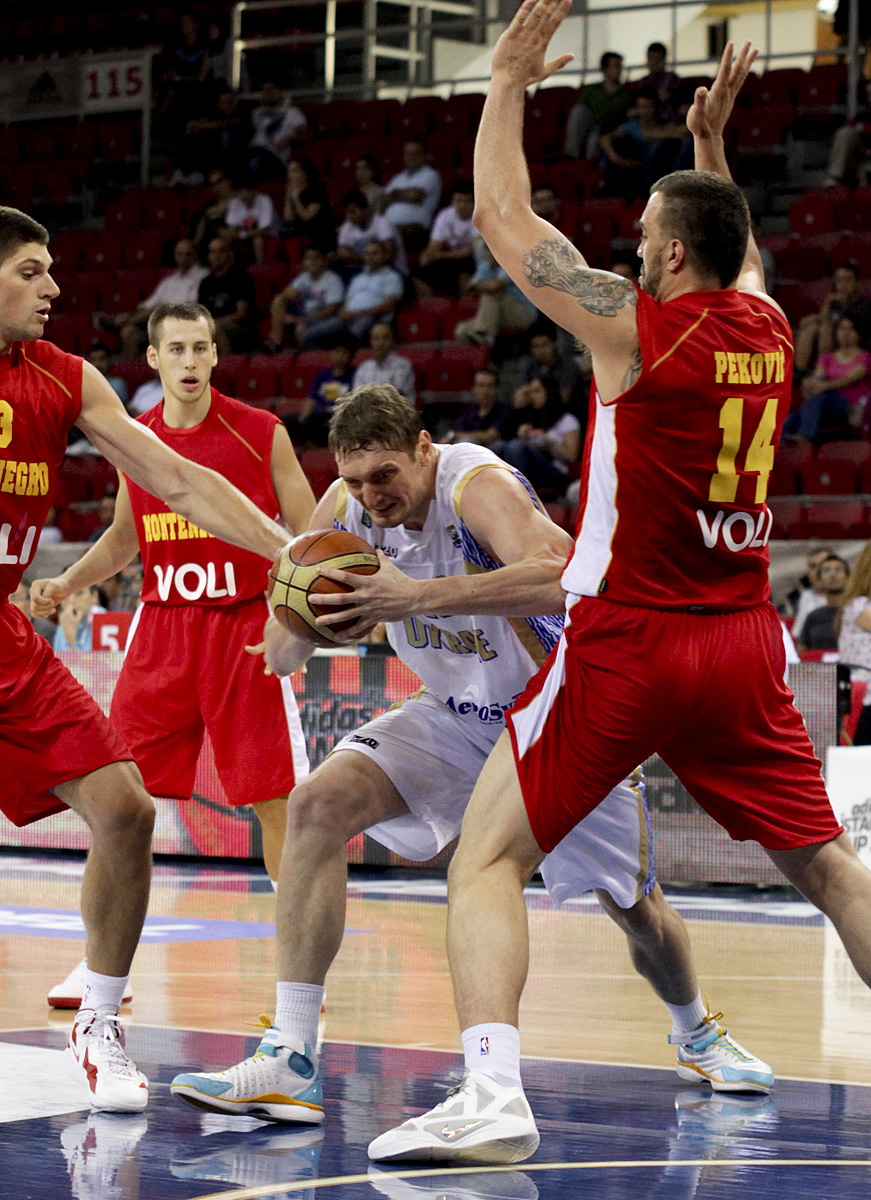
Partido de Baloncesto entre las selecciones nacionales de Montenegro y Ucrania

## Deporte
El deporte en Montenegro ha estado subyugado durante años al de Yugoslavia, y posteriormente al de Serbia. Los deportes más populares son el baloncesto y el fútbol, pero ningún equipo montenegrino en estos deportes ha logrado algún triunfo importante. El Zeta de Golubovci, el principal equipo de fútbol del país, obtuvo el quinto lugar en la última liga serbiomontenegrina, mientras el club Buducnost llegó a semifinales de la última liga de baloncesto previo a la disolución de Serbia y Montenegro. Únicamente en las competiciones de waterpolo y vóleibol, equipos montenegrinos han logrado alcanzar un campeonato. Tras la independencia, deberán crearse ligas propias para los diferentes equipos deportivos de Montenegro. A nivel individual uno de sus deportistas más reconocidos a nivel internacional ha sido el futbolista Predrag Mijatović. Montenegro entró a formar parte de la estructura del Comité Olímpico Internacional, durante la 112.ª sesión de este organismo que tuvo lugar en Ciudad de Guatemala, el 6 de julio de 2007, y su debut se realizó en los Juegos Olímpicos de Pekín 2008. La FIBA fue la primera institución en aceptarlo como miembro, después de aceptar su inclusión como el 213.ª afiliado, el 28 de agosto de 2006 y que se hizo efectiva tras el fin del Campeonato mundial de baloncesto de 2006 en que participó aún como parte de Serbia y Montenegro. Una situación similar sucedió durante la Copa Mundial de Fútbol de 2006, realizada días después de la independencia de Montenegro: el equipo de Serbia y Montenegro debió mantener su denominación aun cuando solo un jugador era de origen montenegrino. El 29 de marzo de 2007 debutó oficialmente la nueva selección de fútbol de Montenegro, tras ser aceptada como miembro de la UEFA en enero de 2007 y por la FIFA, el 31 de mayo del mismo año.
En el campeonato europeo de waterpolo de Málaga celebrado en julio de 2008 la selección masculina de Montenegro se proclamó campeona del mismo tras vencer a la de Serbia 6 a 5 en la final, habiendo perdido solo un partido por la mínima frente a la selección de Croacia.
El mayor éxito deportivo del país se dio en los Juegos Olímpicos de Londres 2012, donde su selección de balonmano femenino obtuvo la medalla de plata en su primera participación, perdiendo en la final ante las defensoras del título olímpico, las noruegas. Meses más tarde, en el Campeonato Europeo de Balonmano Femenino de 2012, las montenegrinas sí que derrotarían en la final a las noruegas, consiguiendo su primer título europeo.
El rugby en Montenegro es un deporte menor pero en crecimiento. El juego se ha desarrollado recientemente en el país desde su independencia en 2006. El organismo rector es la Unión Montenegrina de Rugby, que fue aceptada como miembro de Rugby Europe (antes FIRA-AER) en la convención de 2014 celebrada en Split (Croacia). Todavía no está afiliada a World Rugby, pero está solicitando su adhesión.

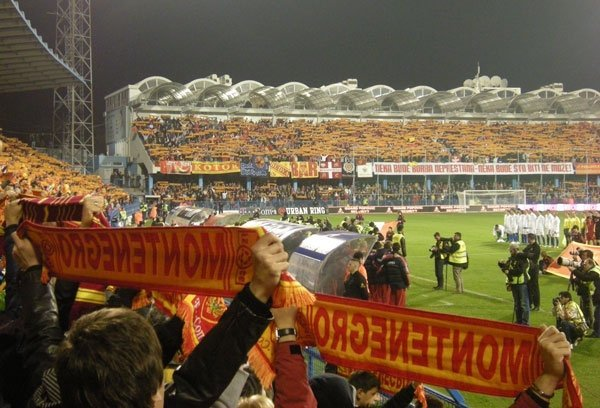
Fanáticos de la selección de fútbol de Montenegro

Tradicionalmente, los partidos internacionales de rugby se jugaban como República Federal de Yugoslavia hasta 2003, y luego como Serbia y Montenegro de 2003 a 2006.
En 2011, la sociedad Porto Montenegro comenzó a jugar partidos de rugby de toque organizados. El número de participación creció y los jugadores progresaron hasta el rugby a siete. En 2013 había cuatro clubes de rugby en Montenegro. Lo iniciaron Beckett Tucker, Oliver Corlette y Malcolm Blaxall y lo entrenaron Milos Kucancanin, Rambo Morrison Tavana Faaletino, David Lowe y Marty Lusty. En 2014 comenzó una liga regional y también se organizaron encuentros con otros equipos de los países de la antigua Yugoslavia.